# Ceramica di İznik

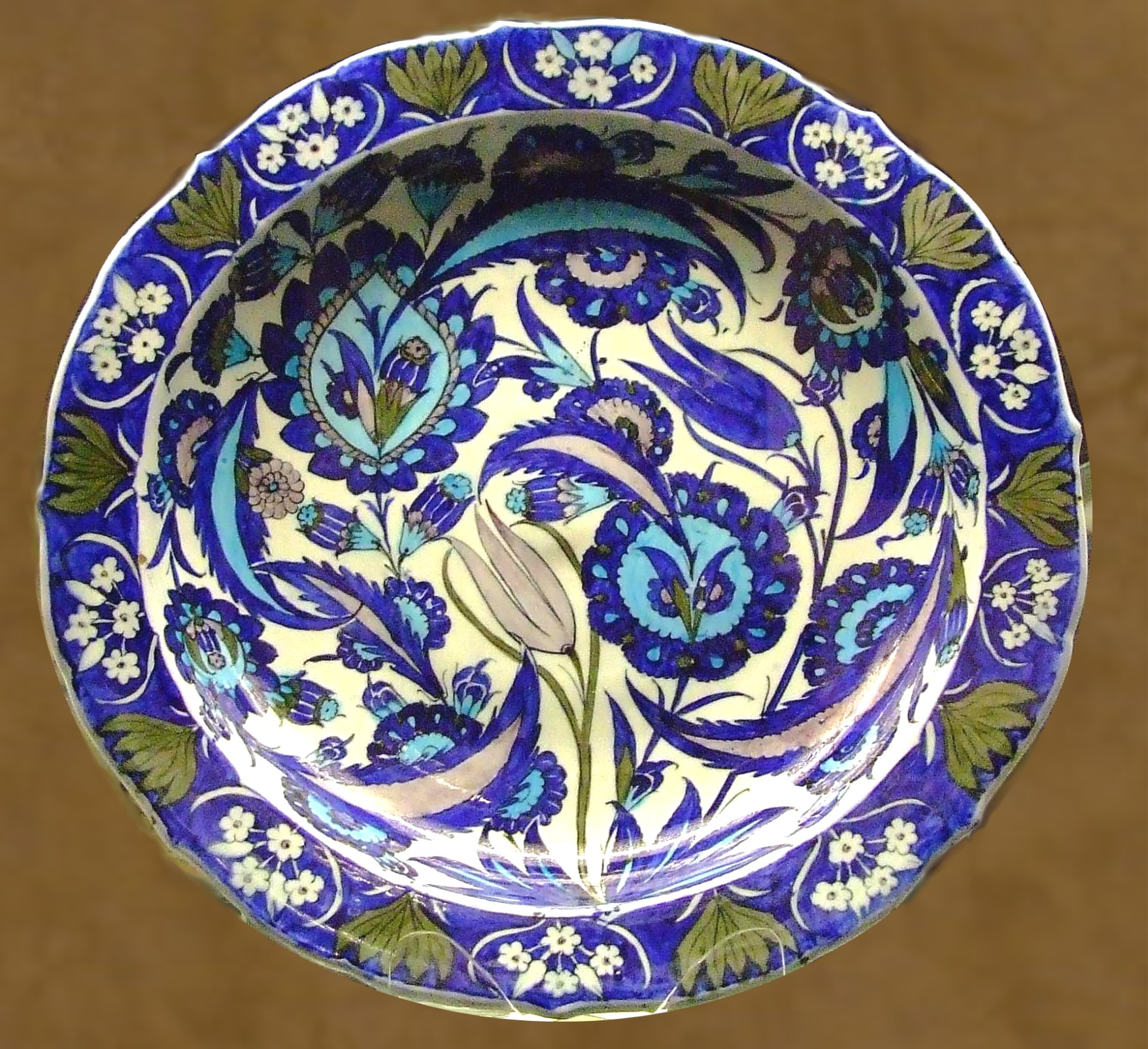
Piatto in ceramica di İznik con tulipani e rosette, 1540-1550. British Museum

La ceramica di İznik, che prende il nome dalla città omonima, sita a ovest dell'Anatolia, dove veniva fabbricata, è una ceramica di grande pregio che veniva prodotta fra il tardo XV e il XVII secolo.

## Storia
A İznik si producevano già semplici oggetti di terracotta, decorati con smalto, nell'ultimo quarto del XV secolo, e in quel tempo gli artigiani locali iniziarono a produrre un tipo radicalmente diverso di ceramica decorandola con disegni protetti da uno smalto trasparente a base di soda e potassa. Il cambio della lavorazione fu certamente dovuto a un intervento attivo e sotto il patrocinio del recentemente costituito Impero ottomano a Istanbul, il cui sultano apprezzava molto la porcellana cinese. I primi vasi vennero meticolosamente decorati usando blu cobalto. Il design molto dettagliato combinava i tradizionali arabeschi ottomani con decorazioni riportanti elementi cinesi.
Nel corso del XVI secolo la decorazione sulla ceramica cambiò gradualmente stile, divenendo più flessibile e scorrevole. Vennero introdotti altri colori; agli inizi il turchese combinato con il blu e poi le tonalità pastello del verde salvia pallido e del viola. Infine, a metà del secolo, il tipico bolo rosso sostituì il porpora e un luminoso verde smeraldo sostituì il verde salvia. Dall'ultimo quarto del secolo vi fu un rapido deterioramento della qualità benché la produzione continuò, anche se i disegni del XVII secolo andarono impoverendosi.
Come risultato dell'alto valore dato alla porcellana cinese dalla corte Ottomana, nel museo del palazzo Topkapi sono esposti 10000 pezzi di ceramiche cinesi ma pochi pezzi di ceramiche di İznik. La gran parte di questi manufatti si trova in musei al di fuori della Turchia, anche se qualche esempio è visibile nella stanza della circoncisione e nel chiosco Bagdad del palazzo Topkapi.

### Ruolo della porcellana cinese
A seguito dell'istituzione dell'Impero ottomano agli inizi del XIV secolo, la fabbricazione delle ceramiche di İznik seguì inizialmente i dettami del precedente Impero selgiuchide.
Dopo questo iniziale periodo, le ceramiche di İznik vennero fabbricate a imitazione delle porcellane cinesi, molto apprezzate dai sultani ottomani. Poiché gli artigiani non erano capaci di fabbricare porcellana, i manufatti erano realizzati in ceramica vitrea, un composto a basso punto di fusione realizzato da una miscela di silice e vetro finemente tritato.
L'originalità dei ceramisti era tale che il loro utilizzo di disegni originali cinesi è stato descritto come adattamento piuttosto che imitazione. Le ceramiche cinesi erano state lungamente ammirate in tutto il mondo islamico. Questo accadde soprattutto alla corte ottomana e in quella safavide in Persia, che possedevano importanti collezioni di porcellane cinesi bianche e blu. Queste porcellane influenzarono lo stile della ceramica safavide e hanno avuto un forte impatto sullo sviluppo delle ceramiche di İznik Verso la metà del XVI secolo, İznik realizzò una sua collezione di motivi floreali e astratti facendo uso di una tavolozza di colori limitata. 

### Confusione sulla manifattura di İznik
Dal XIX secolo fino agli anni 1930 vi fu confusione circa la fonte delle ceramiche di İznik e i diversi stili si ritenne provenissero da diversi centri di produzione. Anche se è ormai chiaro che tutte le ceramiche vennero prodotte a İznik (o a Kütahya), i nomi associati ai diversi stili sono ancora spesso utilizzati. Fino al 1860 tutte le ceramiche islamiche era normalmente conosciute come persiane Comunque, tra il 1865 e il 1872 il Musée de Cluny di Parigi acquistò una collezione di ceramiche policrome in ceramica vitrea con un design che includeva un brillante rosso ceralacca sotto uno smalto chiaro. Poiché tutti i pezzi della collezione erano stati trovati sull'isola di Rodi, erroneamente si pensò che fossero di produzione locale e venne coniato il termine Rhodian per questo particolare stile. I collezionisti europei acquistarono anche un certo numero di pezzi decorati in blu, turchese, verde salvia e viola pallido. Si credeva che provenissero dalla città di Damasco in Siria e divennero noti come damascus. La ceramica bianca e blu in ceramica vitrea divenne nota come Abraham di Kütahya in quanto simile alle decorazioni presenti sulla piccola brocca presente nella raccolta di Frederick Du Cane Godman che è ora esposta al British Museum La brocca ha un'iscrizione in lingua armena nella quale si dice: "In commemorazione di Abramo di Kütahya" con una data del 1510 Nel 1905-1907, durante la costruzione di un nuovo ufficio postale nel distretto Sirkeci di Istanbul, vennero rinvenuti frammenti di ceramica decorati con disegni a spirale su sfondo bianco. In seguito la ceramica con motivi a spirale simili è stata definita Corno d'Oro
Soltanto dopo gli anni 1930 gli storici dell'arte compresero che i differenti stili di porcellane erano stati fabbricati tutti a İznik. Nel 1957 Arthur Lane pubblicò un autorevole articolo in cui ricapitolò la storia della produzione nella regione proponendo una serie di dati. Egli sostenne che le Abraham di Kütahya vennero prodotte dal 1500 fino a circa il 1525, le Damascus e Corno d'Oro dal 1525 al 1555 e le Rhodian dal 1555 alla chiusura delle fabbriche ceramiche di İznik, all'inizio del XVIII secolo. Questa cronologia è stata generalmente accettata.

### İznik e Kütahya
Le brocche Abraham di Kütahya non sono le uniche di probabile fabbricazione a Kütahya. Un frammento di bottiglia per l'acqua decorata con motivi Corno d'Oro presenta un'iscrizione in armeno che la riferisce a "oggetto di Kütahya". Lane arguì che era improbabile che la brocca Abraham di Kütahya e la bottiglia fossero stati realizzati a Kütahya. Tuttavia, successivi scavi archeologici effettuati a Kütahya portarono alla luce frammenti di vasi di porcellana bianca e blu di İznik danneggiati durante la fabbricazione, rendendo così certo che la produzione era stata fatta in quella città. I disegni, materiali e tecniche realizzative sembrano simili a quelli usati a İznik. Kütahya era inoltre meno accessibile da Istanbul ed era probabilmente una piccola manifattura nel XVI secolo. Tuttavia, è probabile che alcune delle ceramiche che sono attualmente etichettate come 'İznik' siano state prodotte a Kütahya. Julian Raby ha scritto: "Per il momento non abbiamo scelta che chiamare tutte le ceramiche smaltate ottomane dei secoli XVI e XVII di 'İznik' come etichetta generica, ma speriamo nel tempo di poter imparare a riconoscere le caratteristiche di quelle contemporanee di 'Kütahya'".

## Periodo iniziale

### Prime ceramiche di İznik (metà del XIV secolo)

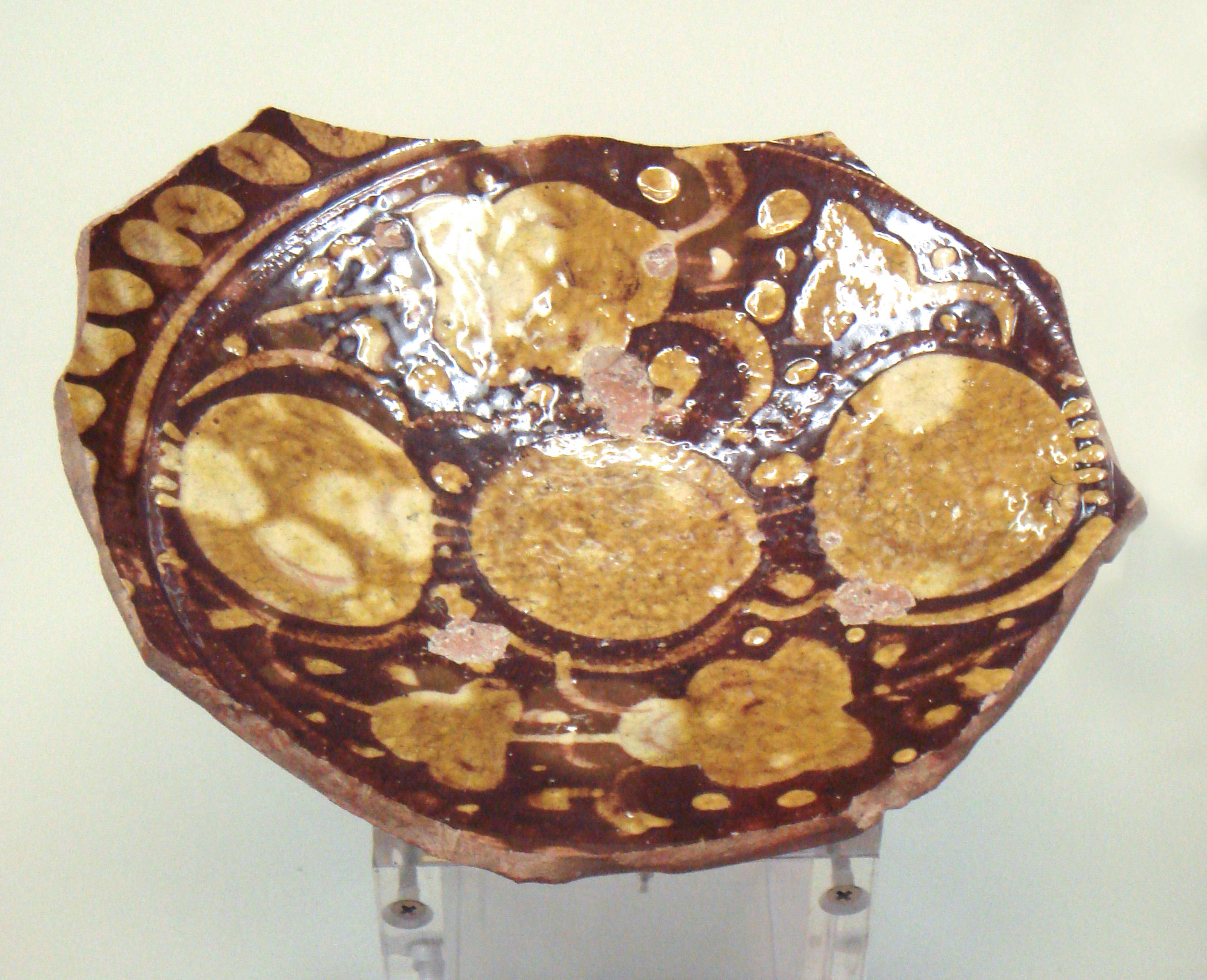
Base di ciotola İznik, metà del XIV secolo, inizio era ottomana

Dopo l'istituzione dell'Impero ottomano agli inizi del XIV secolo, la produzione ceramica si andò sviluppando sulle orme di quella dell'Impero Seljuk. Rimangono solo alcuni frammenti di quel periodo. Consistono in ceramica smaltata secondo la tecnica dell'ingobbio.
I vasi di questo primo periodo erano realizzati in maiolica e assoggettati a una prima cottura. I disegni venivano poi realizzati usando uno spesso sottofondo bianco. Venivano poi immersi in una smalto ceramico di unico colore e poi nuovamente inseriti in forno.

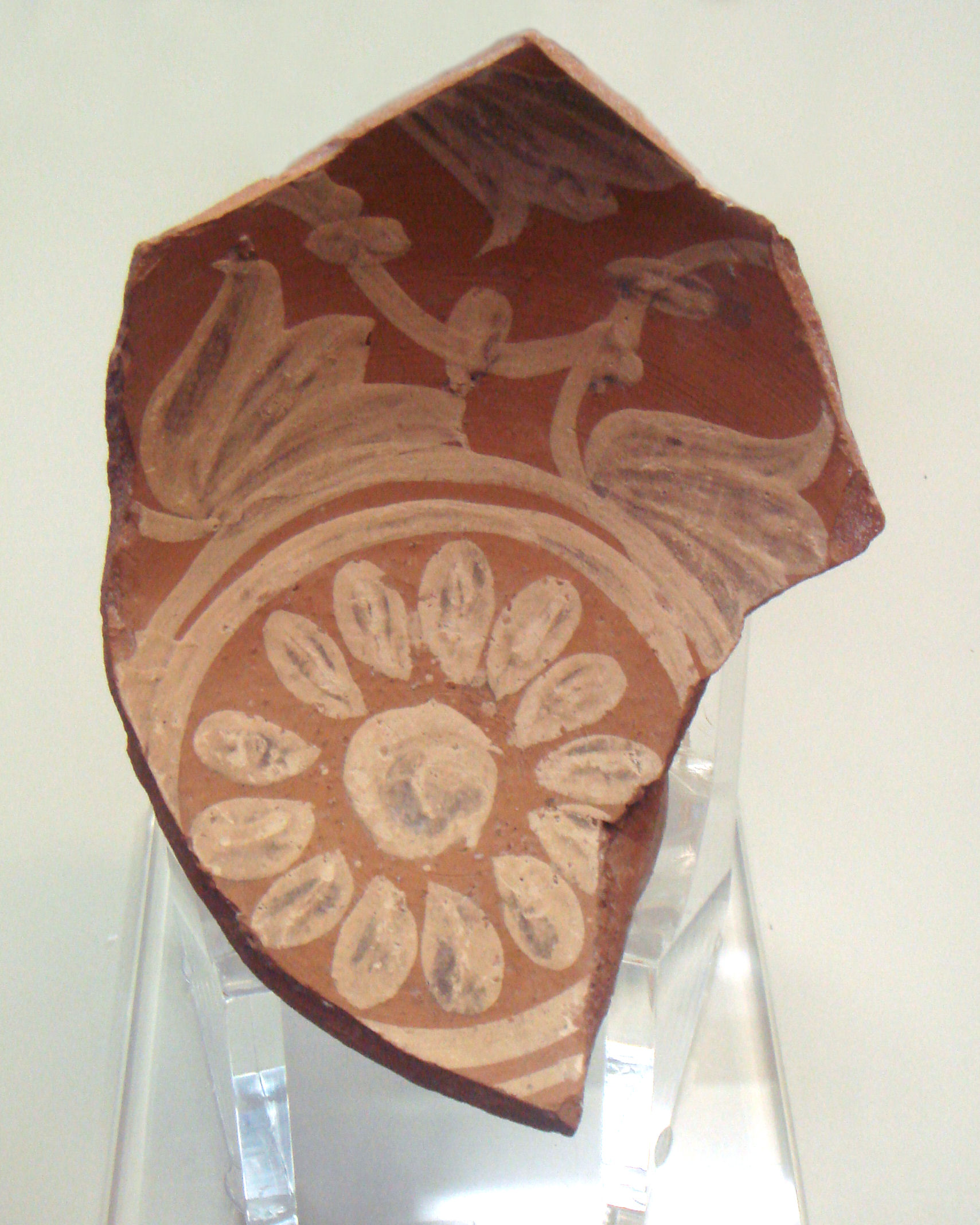
Base di ciotola İznik, metà del XIV secolo, prima epoca ottomana
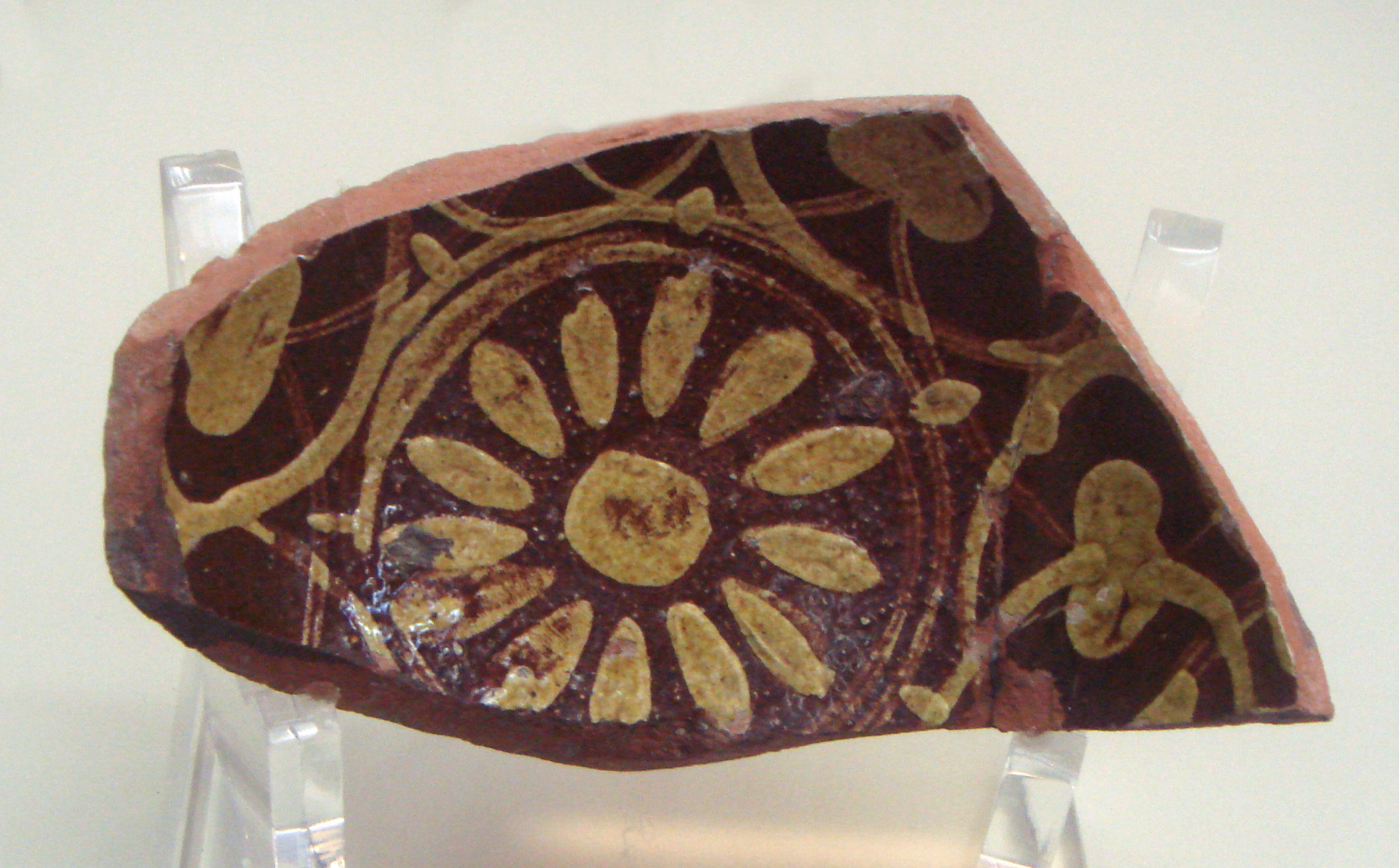
Base di ciotola İznik bowl base, metà del XIV secolo, prima epoca ottomana

### Mileto (XIV-XV secolo)

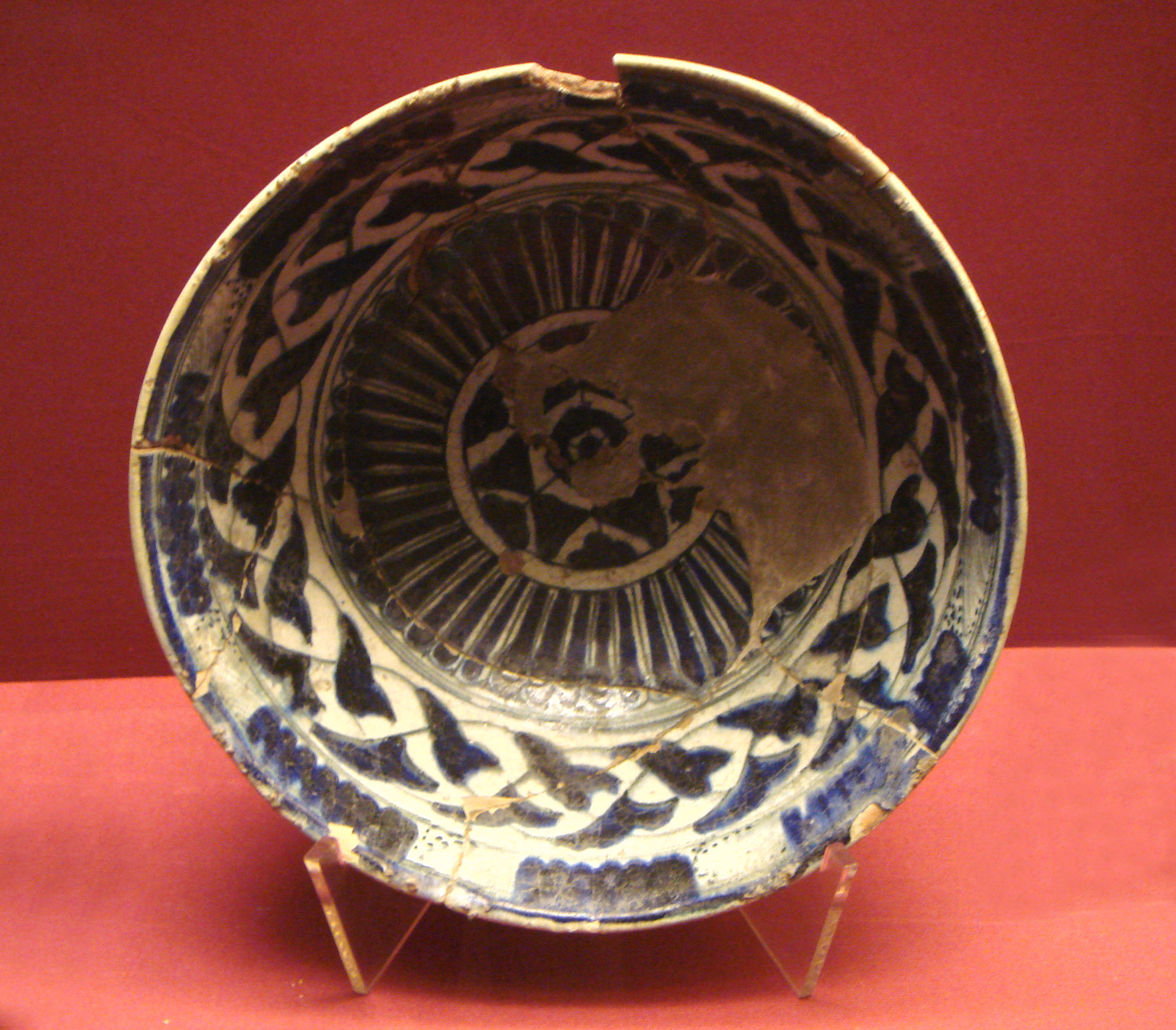
Ceramiche di İznik, 'Miletus', XIV-XV secolo. Museo di arte turca e islamica

Una grande quantità di frammenti ceramici è stata scoperta, durante degli scavi archeologici, da Friedrich Sarre a Mileto nei primi anni 1930. Le ceramiche erano di un tipo poi denominato Island poiché frammenti analoghi erano stati scoperti in precedenza in diverse isole dell'Egeo. Poiché Mileto aveva una lunga storia di fabbricazione di ceramiche, si ritenne erroneamente che le ceramiche trovate fossero di produzione locale e venne loro dato il nome Miletus. Susseguenti scavi consentirono di appurare che le ceramiche non erano di produzione locale, ma realizzate in centri come İznik, Kütahya e Akçaalan. Dagli scavi non si riuscì a risalire a delle date precise ma si poté ipotizzare che fossero di produzione risalente al XIV e XV secolo.
Le ceramiche Miletus erano costituite da una pasta rossa ricoperta da uno spesso strato bianco disegnato con semplici motivi. Il disegno era usualmente in blu cobalto ma talvolta anche in turchese, porpora e verde. Evidenze provenienti da scavi condotti a Saraçhane, vicino a Istanbul, suggeriscono che la manifattura Miletus era prodotta ancora dopo il 1520, dopo l'introduzione della ceramica 'bianca e blu' a İznik.

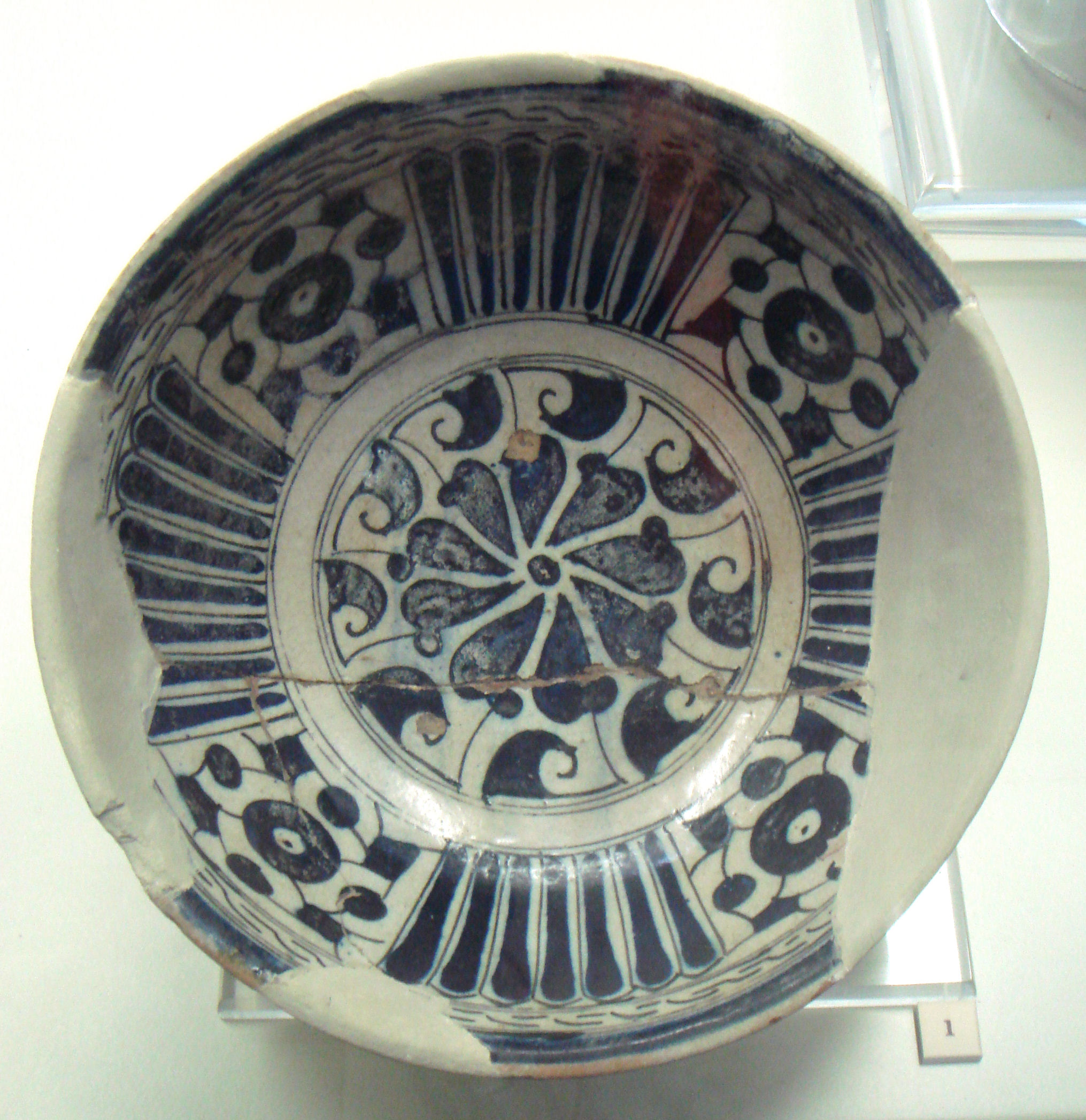
Ceramica bianca e blu Miletus. Musei archeologici di Istanbul
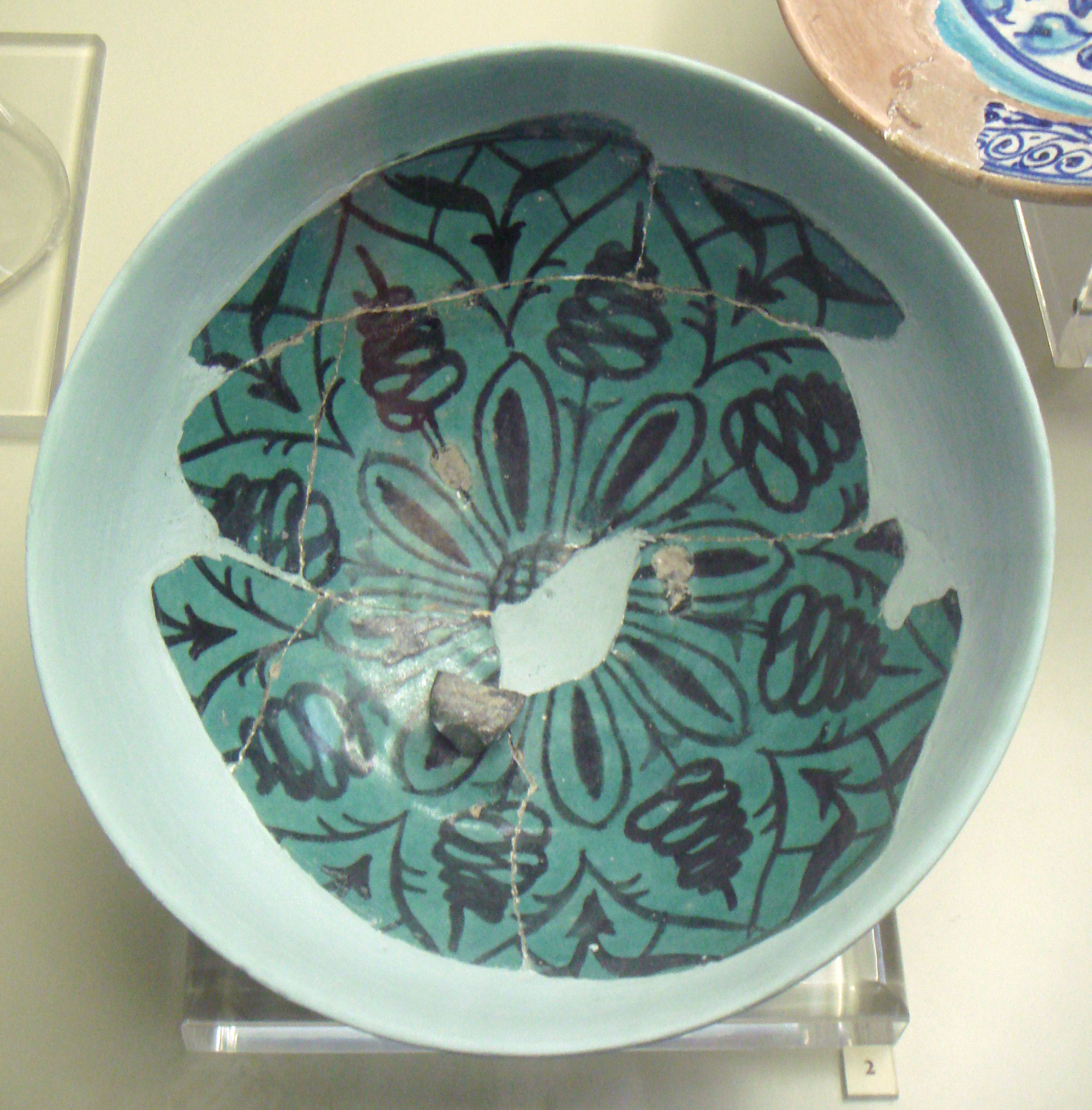
Miletus verde. Musei archeologici di Istanbul
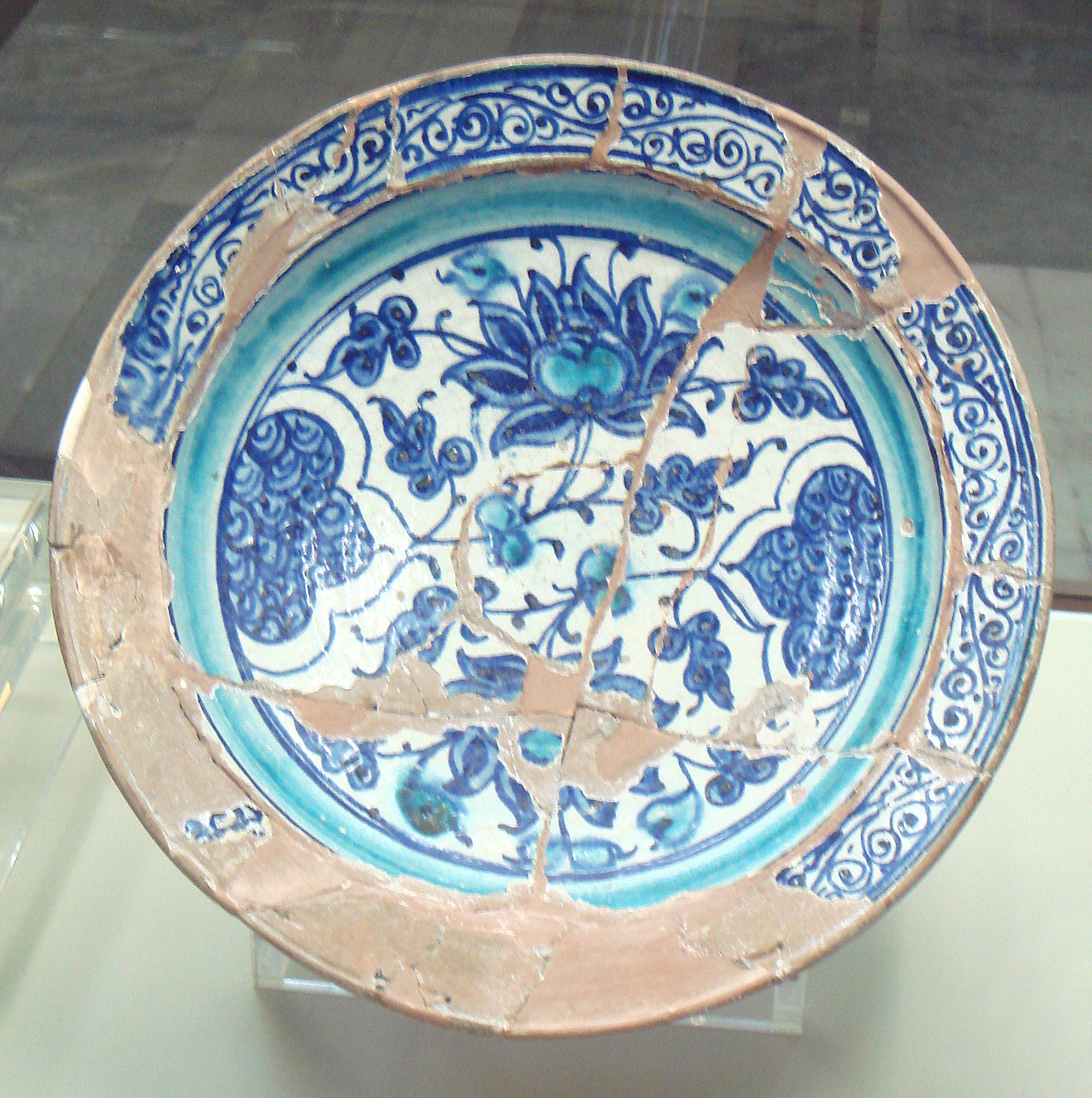
Miletus rossa. Musei archeologici di Istanbul

## Periodo intermedio

### Ceramica vitrea

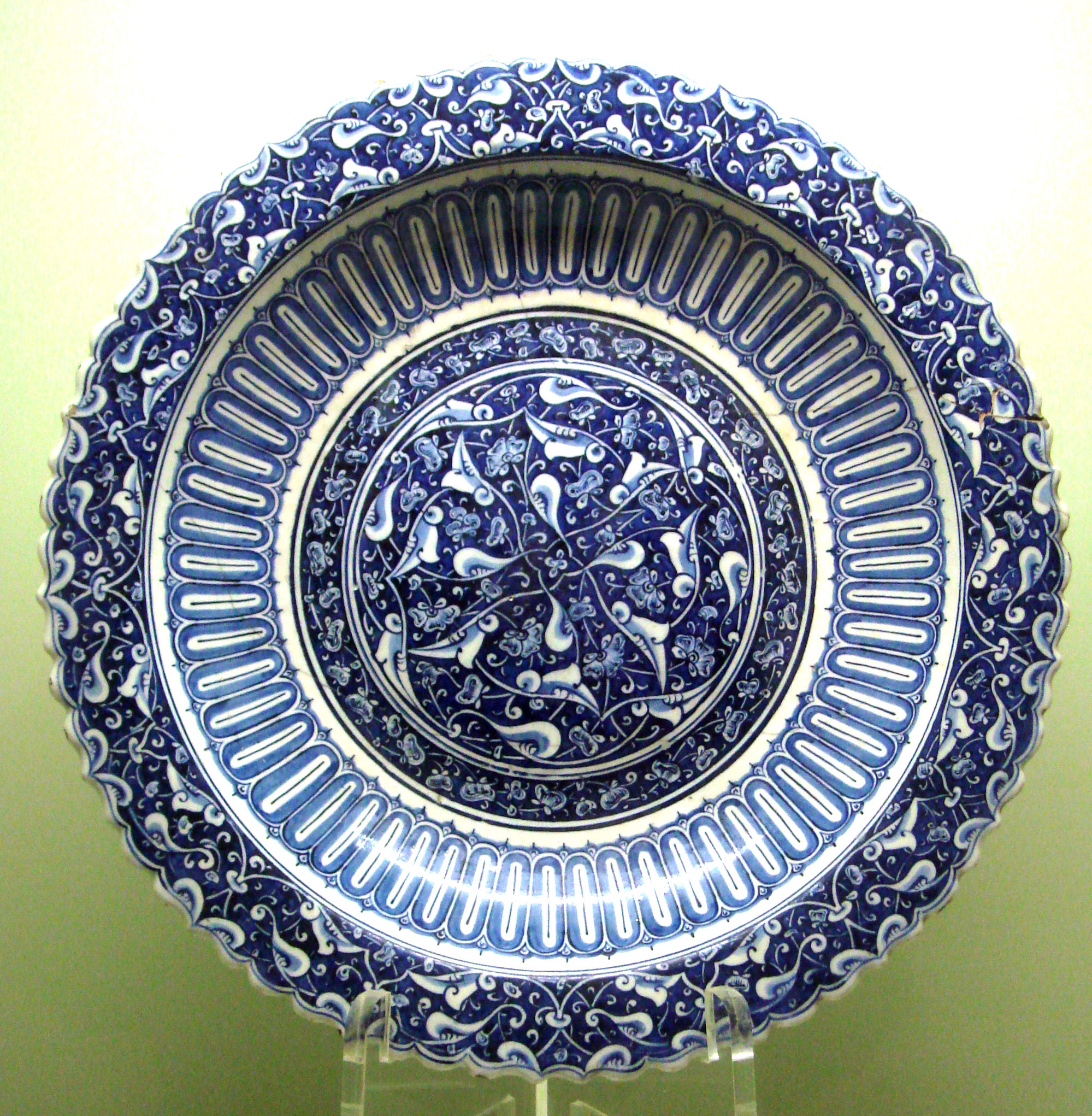
Piatto di portata con disegno a foglie a rilievo su fondo blu cobalto, ca. 1480

Dal tardo XV secolo, i ceramisti di İznik iniziarono la produzione di manufatti decorati in blu cobalto su base di ceramica vitrea ricoperta da smalto trasparente. Sia la tecnica di produzione sia i decori erano differenti da quelli usati nella produzione detta di Miletus. La ceramica vitrea veniva prodotta in Medio Oriente dal XIII secolo, ma quella di İznik, con superficie bianca, costituiva una innovazione essenziale.
La ceramica vitrea (detta anche pasta islamica) è un composto costituito da sabbia di quarzo miscelata con una piccola percentuale di vetro ridotto in polvere (detto frit) e dell'argilla. Quando i manufatti vengono messi in forno, il vetro si scioglie e lega con gli altri componenti. Nel XIII secolo la città di Kashan in Iran era un importante centro per la produzione di ceramica vitrea. Abū'l-Qāsim, che proveniva da una famiglia di produttori di piastrelle in ceramica, scrisse nel 1301 un trattato sulle pietre preziose che comprendeva un capitolo sulla manifattura della ceramica vitrea. La sua ricetta descriveva una ceramica vitrea contenente una miscela di dieci parti di silice, una parte di vetro e una di argilla. Non esiste un trattato equivalente sulla produzione di ceramiche di İznik, ma l'analisi dei pezzi giunti a noi indica che i vasai di İznik usavano delle proporzioni più o meno simili. Il frit Kashan veniva preparato mescolando polvere di quarzo con carbonato di sodio che fungeva da vetrificante. La miscela veniva poi riscaldata in un forno. A İznik, oltre a quarzo e soda, veniva aggiunto ossido di piombo.
Poiché la pasta di ceramica vitrea mancava di plasticità ed era difficile da lavorare sul tornio, i manufatti complessi erano raramente realizzati in un unico pezzo. Venivano pertanto costruite sezioni distinte le quali venivano messe ad asciugare e poi assemblate insieme usando la pasta di ceramica vitrea. Questa tecnica significava che vi era una tendenza a creare manufatti aventi forme leggermente angolari. I piatti erano quasi certamente realizzati con uno stampo connesso alla ruota di un tornio. Un pezzo di pasta di ceramica vitrea veniva srotolato come un lenzuolo o come un cuoco srotola la pasta sfoglia. Il foglio veniva posto sullo stampo per formare la parte interna del piatto. La parte inferiore del piatto veniva modellata da un altro stampo mentre il primo girava sulla ruota del tornio. Quando la pasta era quasi secca il bordo veniva modellato a mano.

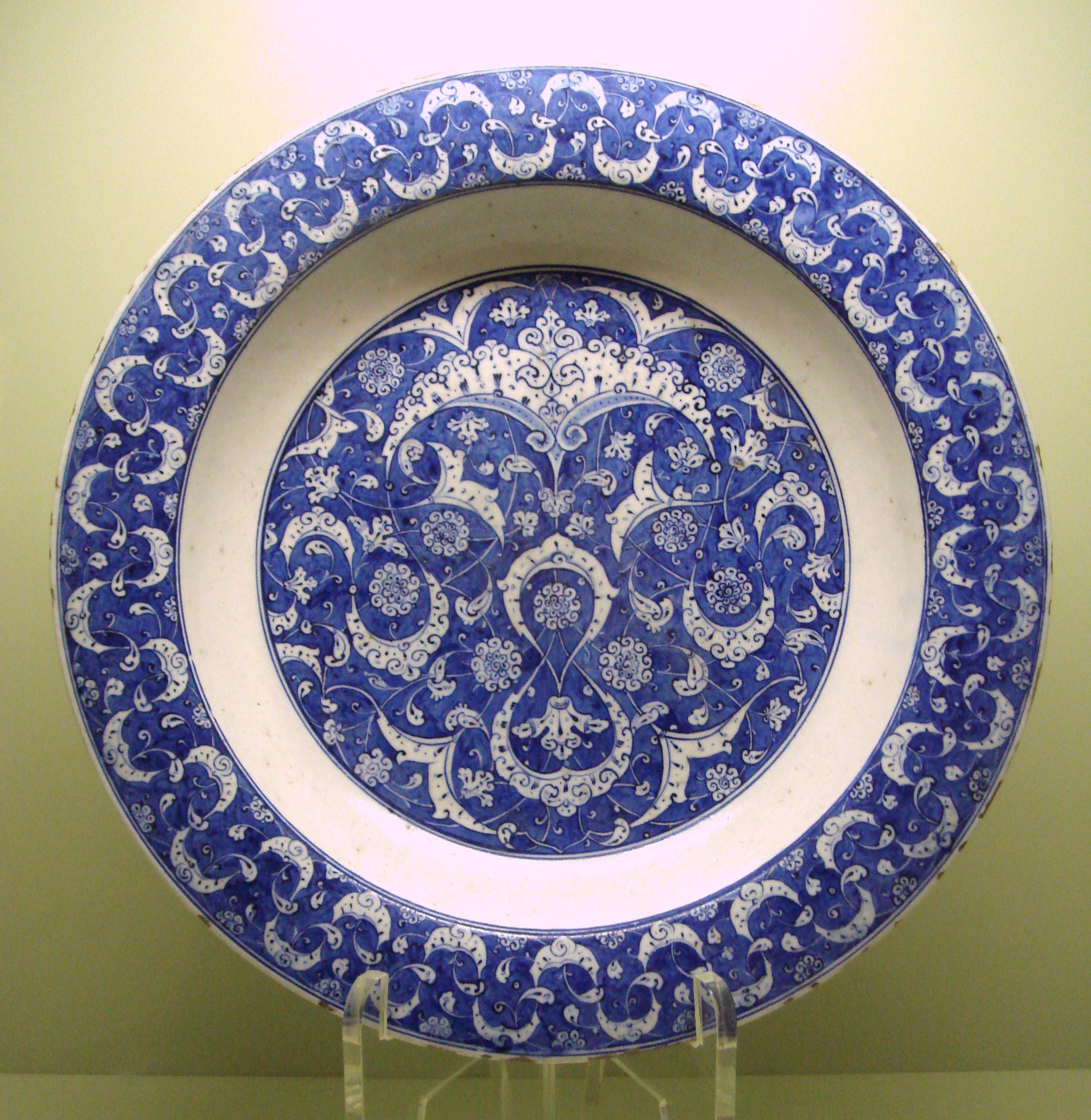
Piatto da portata, 1500-1510

La ceramica veniva rivestita con un sottile strato di sottofondo bianco. Questo aveva una composizione simile alla pasta di ceramica vitrea utilizzata per il corpo, ma i componenti erano più selezionati allo scopo di evitare la presenza di impurità di ferro che avrebbero macchiato la superficie bianca. È probabile che venisse aggiunto un legante organico come ad esempio gomma adragante. Anche se nel suo trattato, lo storico Abu'l-Qasim, raccomandava che gli oggetti in ceramica vitrea fossero messi ad asciugare al sole prima di essere decorati, è probabile che le ceramiche di İznik venissero messe in forno. Le ceramiche venivano decorate con pigmenti miscelati con polvere di vetro e terra in un recipiente in pietra bagnato. Molti disegni venivano realizzati attraverso uno stencil. Sette colori venivano utilizzati in diverse combinazioni (anche se ci sono molti disegni İznik che utilizzano solo due, tre o quattro colori): blu (ossido di cobalto), viola (manganese), rosso (silice e ossido di ferro), verde (ossido di rame), turchese, grigio e nero. Prima del 1520, a İznik veniva usato principalmente il blu. Dal 1520 venne aggiunto il turchese mentre la tavolozza policroma si sviluppò nel 1540-1560.
I manufatti venivano smaltati con un rivestimento alcalino, la cui composizione era, secondo le analisi realizzate, ossido di piombo al 25-30 per cento, silice al 45-55 per cento, ossido di sodio all'8-14 per cento e ossido di stagno al 4-7 per cento. L'ossido di stagno, viene normalmente impiegato per rendere lo smalto opaco, ed è sorprendente il fatto che negli smalti di İznik rimanesse in soluzione e trasparente.
Abū'l-Qāsim descrive l'uso di recipienti di terracotta dotati di coperchio ermetico. Anche se le ciotole Miletus venivano impilate nei forni, una sull'altra, separate da griglie, l'assenza di segni di griglia su quelle di İznik, suggerisce l'utilizzo dei vasi di terracotta. La cottura avveniva in forni a una temperatura di circa 900 °C.

### Porcellana bianca e blu (tardo XV - primo XVI secolo)
Negli ultimi decenni del XV secolo, i vasai di İznik iniziarono a produrre ceramica bianca e blu con disegni che erano fortemente influenzati dalla corte ottomana di Istanbul. Non ci sono però documenti scritti che forniscano dettagli sul perché di questo cambiamento. La prima specifica menzione dell'acquisto di ceramiche di İznik si trova nei conti per le cucine del palazzo imperiale Topkapi del 1489-1490, dove è registrato l'acquisto di 97 brocche. I primi oggetti pervenuti e databili in ceramica bianca e blu, sono delle piastrelle che decorano la türbe (tomba), a Bursa, di Şehzade Mahmud che morì nel 1506-7. Egli era uno dei figli di Bayezid II.
Gli storici dell'arte hanno proposto che i primi oggetti di İznik sopravvissuti, risalgono probabilmente a circa il 1480, e sono un gruppo di brocche dipinte in un blu cobalto scuro in cui gran parte della fitta decorazione è in bianco su sfondo blu. Il manufatto riportava due zone separate, una di arabeschi ottomani e l'altra di disegni floreali cinesi. La combinazione di questi due stili viene a volte indicata come  Rumi-Hatayi dove Rumi sta per gli arabeschi ottomani e Hatai per i disegni di ispirazione floreale cinese. Julian Raby ha invece proposto il termine 'Baba Nakkaş' da un disegnatore legato alla corte imperiale di Istanbul. Molti dei disegni meticolosamente dipinti di questo primo periodo, si ritiene possano essere stati influenzati dalla lavorazione dei metalli ottomana dello stesso periodo
Sebbene sia l'uso dei disegni blu cobalto su sfondo bianco che la forma dei piatti di grandi dimensioni erano chiaramente influenzati dalle porcellane cinesi delle dinastie Yuan e Ming, i primi piatti di İznik erano lontani dall'imitazione pedissequa di modelli cinesi. In alcuni pezzi, come un grande piatto intagliato con un ampio bordo foliato sito nel museo Çinili Kosk, la decorazione sulla parte anteriore del piatto utilizza solo disegni ottomani.

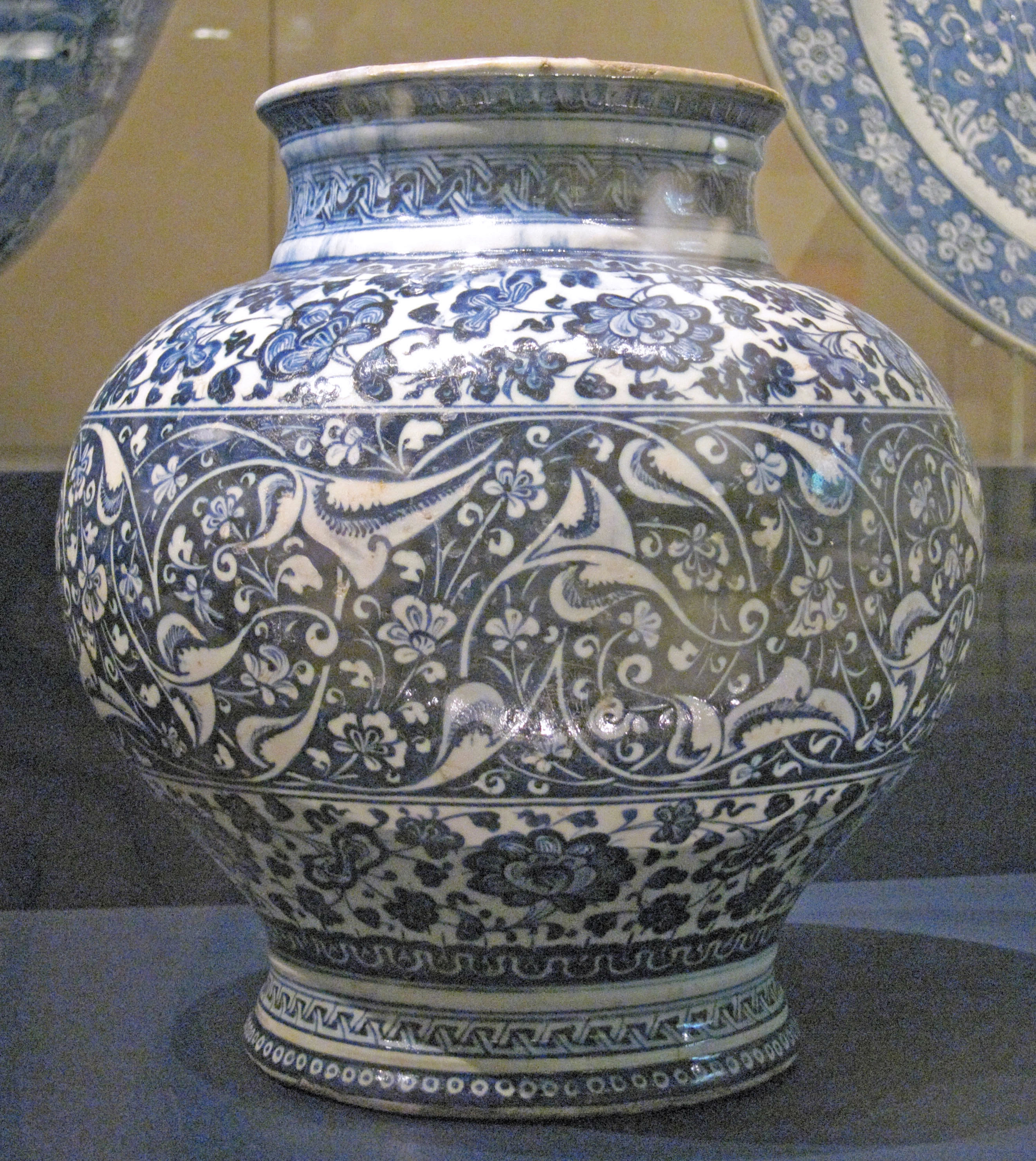
Gara con disegni in blu cobalto scuro, ca. 1480
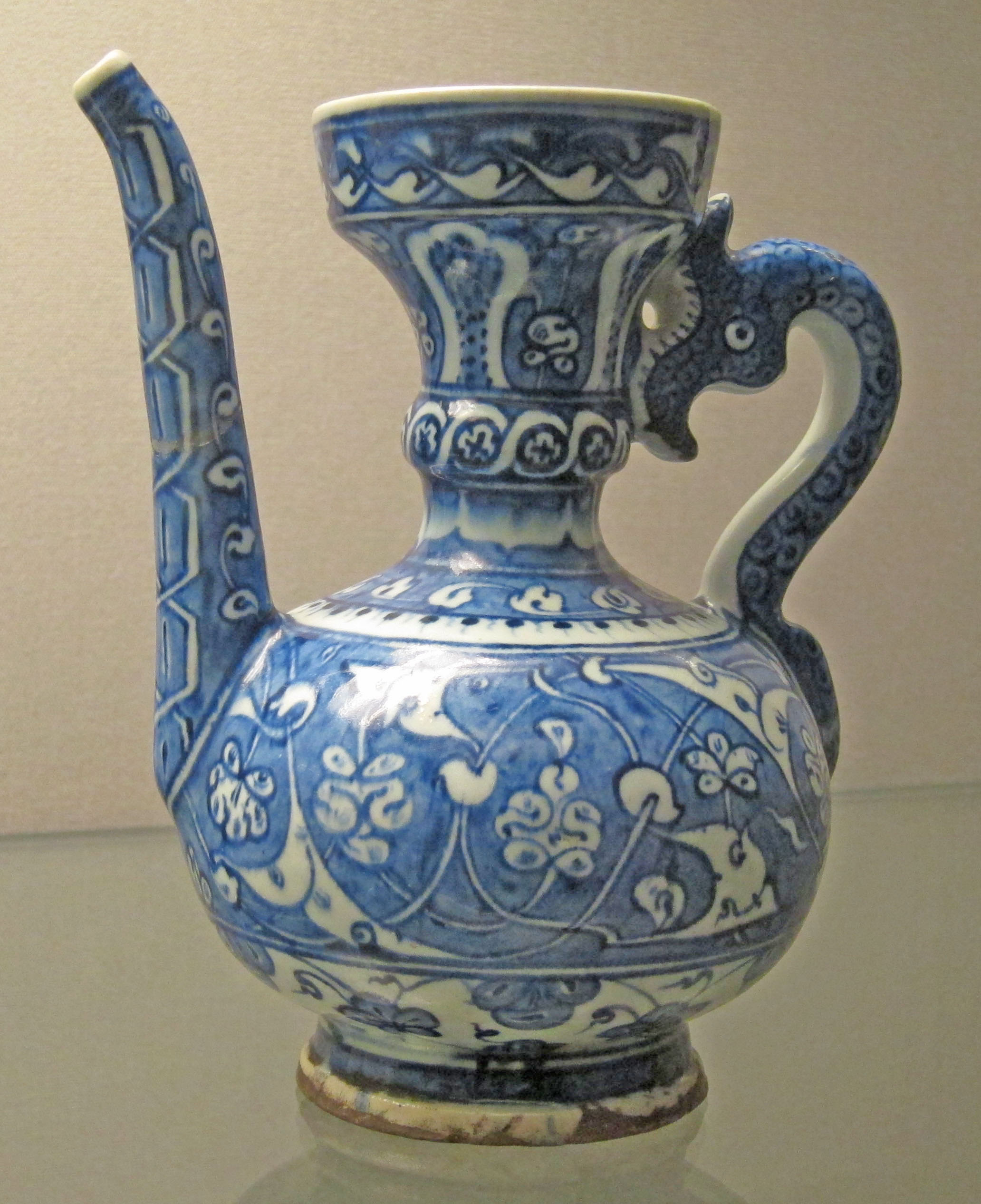
Brocca 'Abraham di Kütahya', probabile manifattura di Kütahya, datata 1510
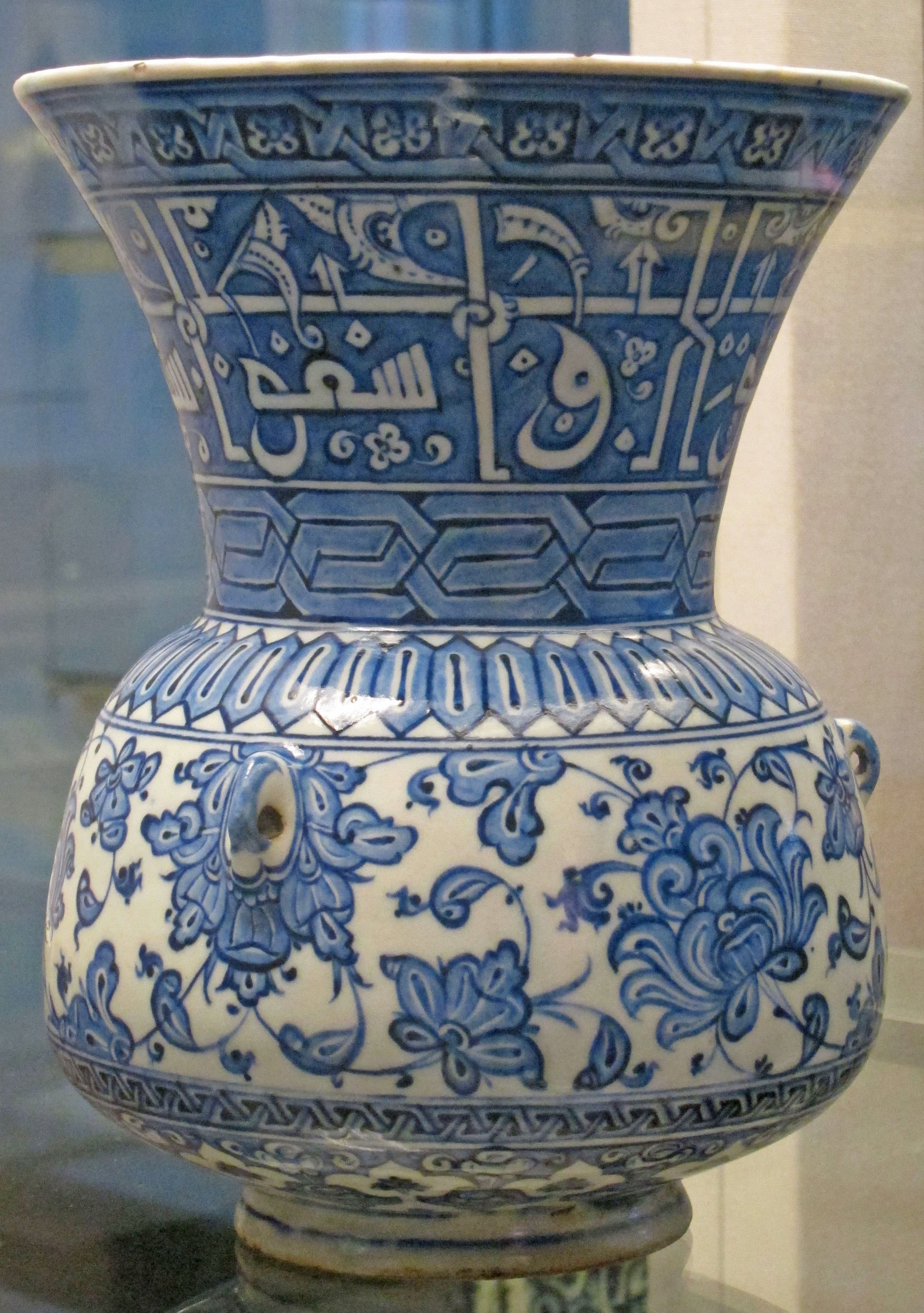
Lampada da moschea, ca. 1510
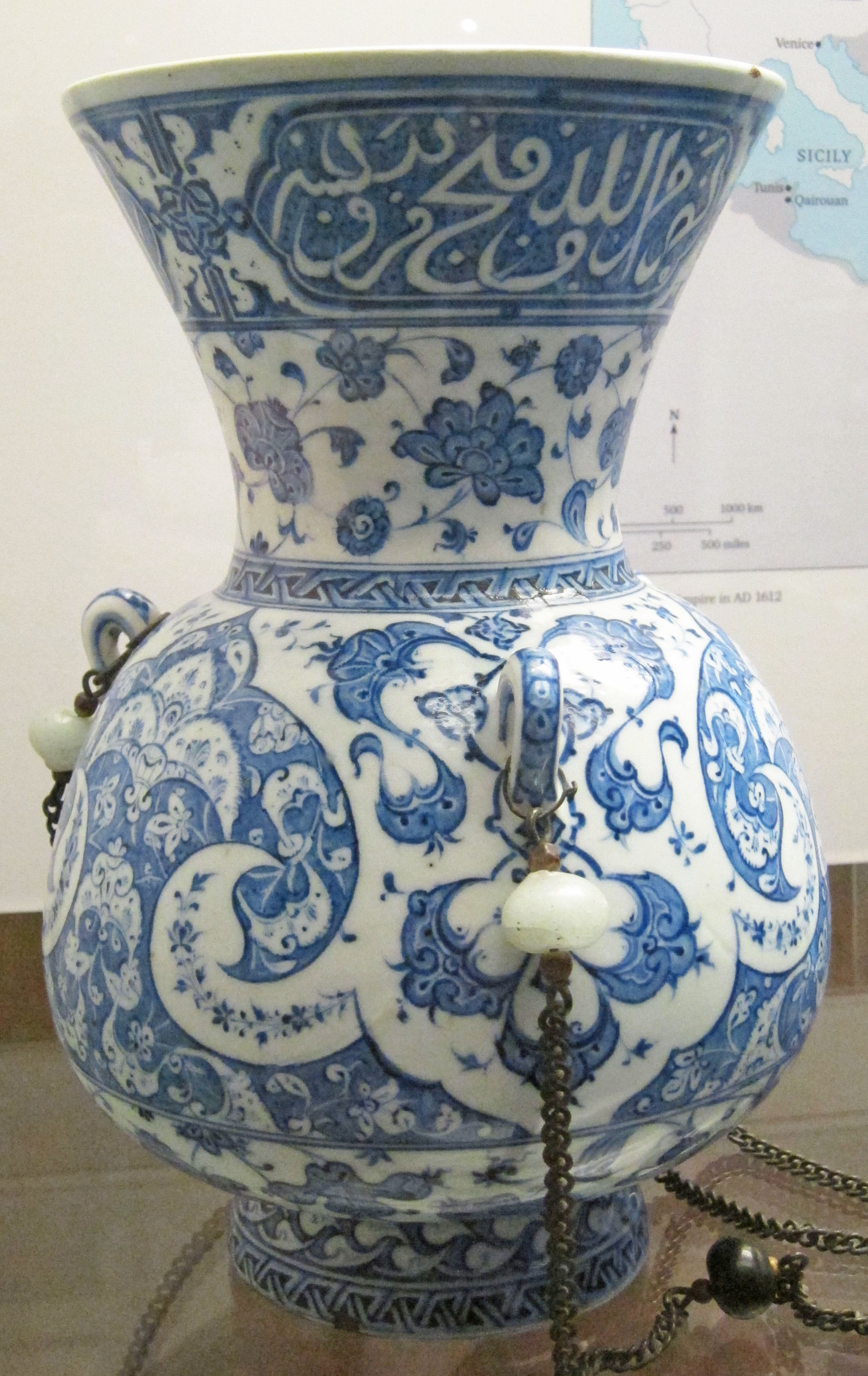
Lampada da moschea, ca. 1510
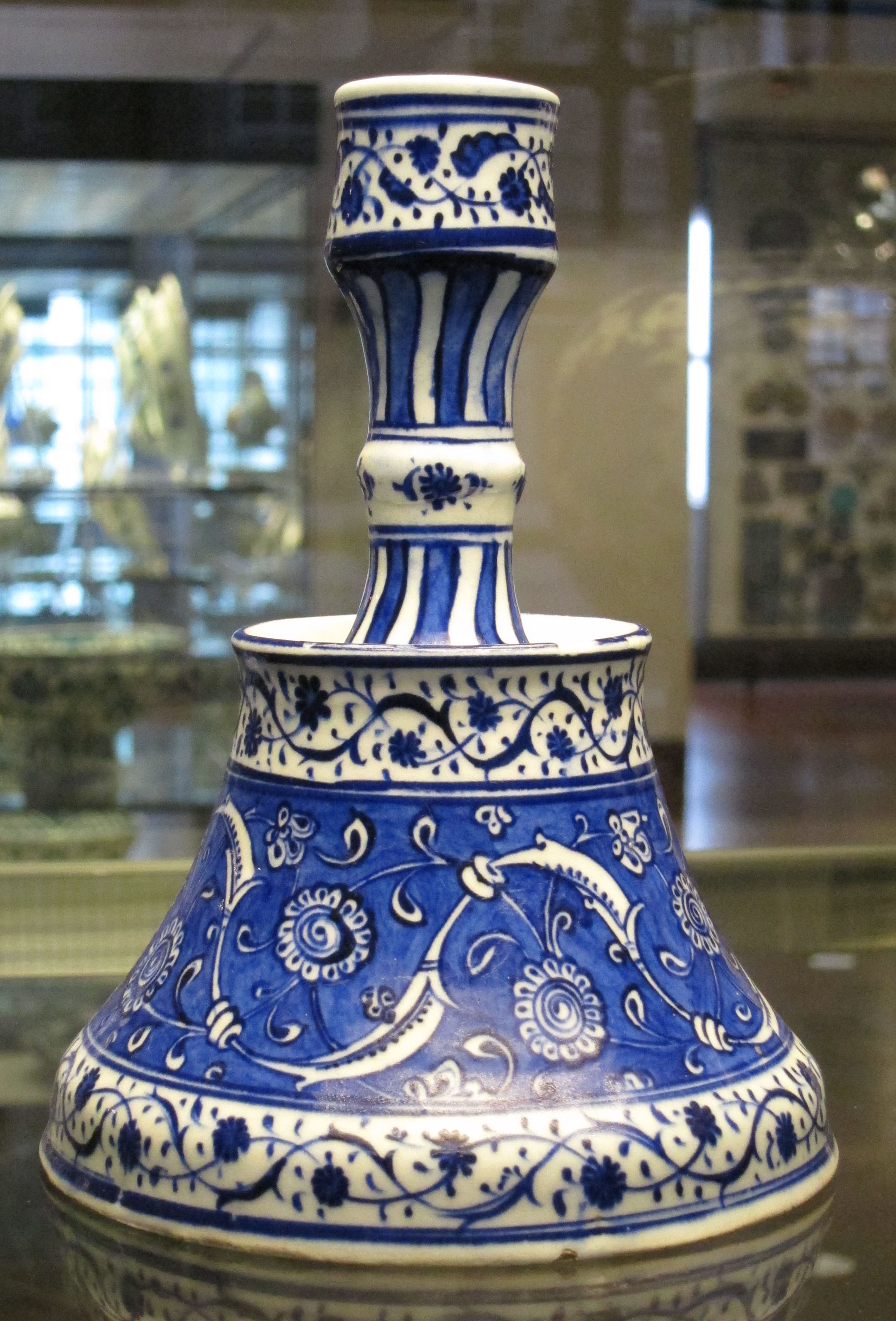
Candelabro ca. 1525

### Patrocinio della corte ottomana: Solimano il Magnifico

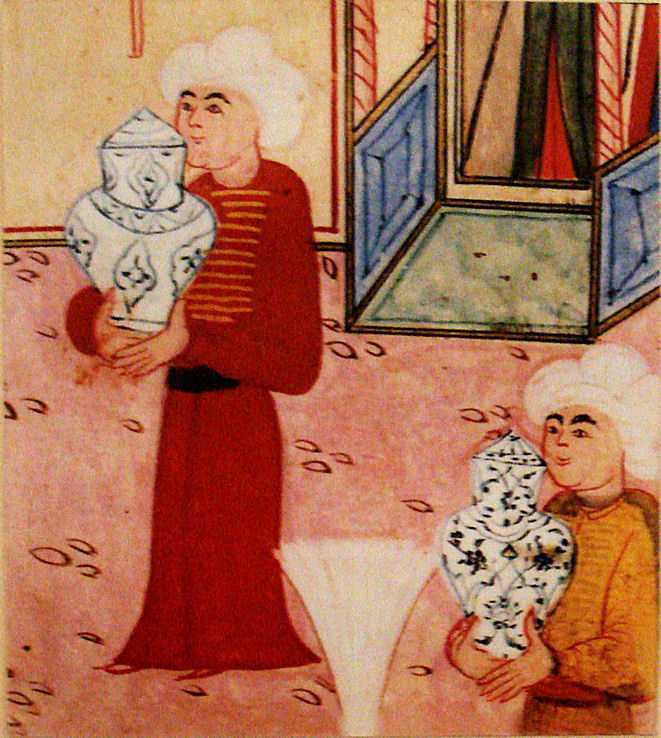
Servitori con giare di ceramica di fronte al sultano Murad III, circa 1582

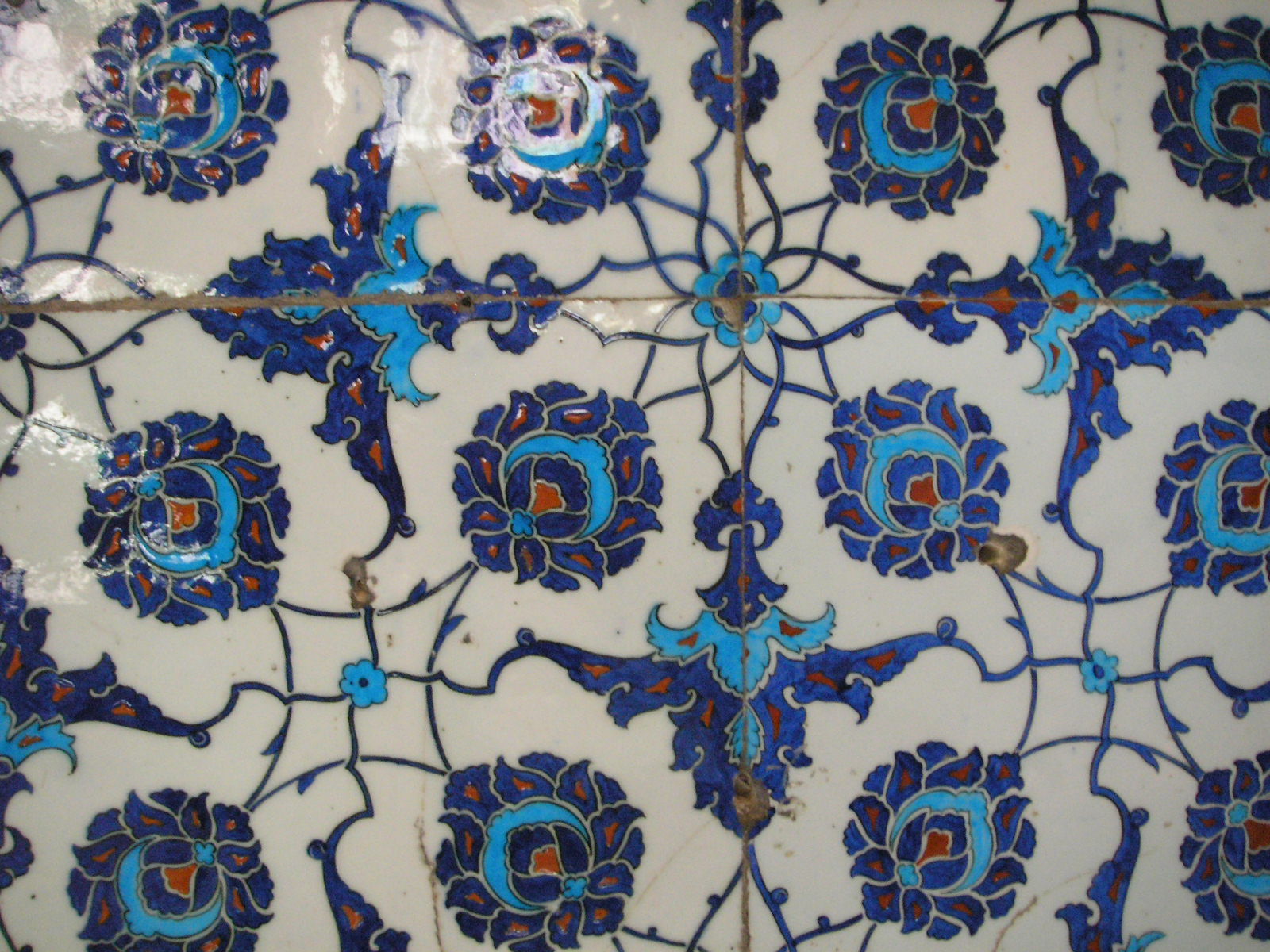
Mattonella di İznik nella biblioteca neo-classica Enderûn nel palazzo Topkapi

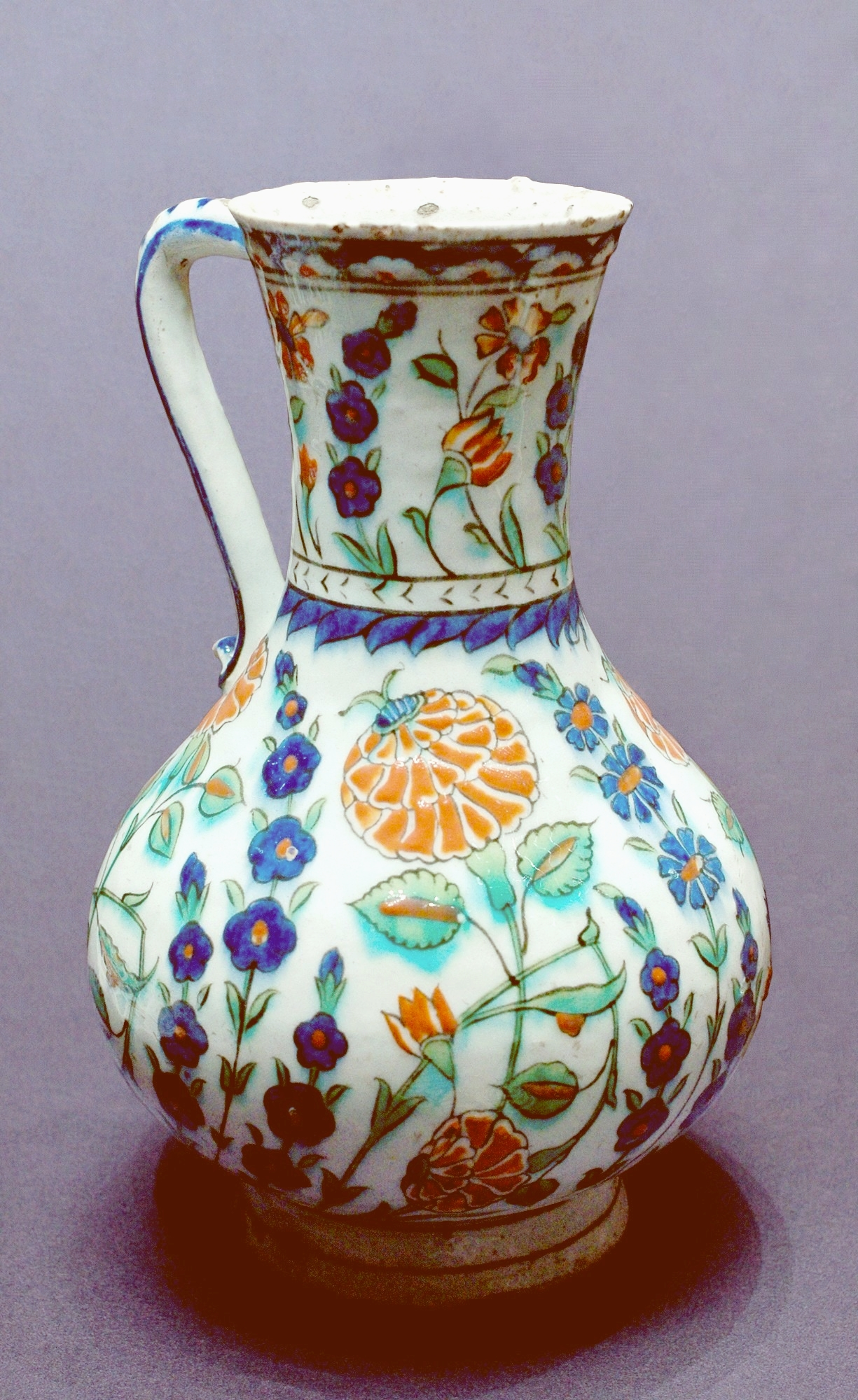
Brocca in ceramica di İznik con decorazioni floreali ca. 1560–1570 (Museo del Louvre, Parigi)

Dopo la conquista di Costantinopoli nel 1453, i sultani ottomani iniziarono a programmare la costruzione di sontuose opere. In questi edifici, specialmente in quelli commissionati da Solimano, sua moglie Hürrem (Roxelana) e il suo Gran Visir Rüstem Pasha, vennero usate grandi quantità di mattonelle ceramiche di İznik. Soltanto la Moschea Blu di Istanbul contiene 20.000 piastrelle. La Moschea di Rüstem Pasha è ancora più densamente rivestita di dette mattonelle che vennero estensivamente utilizzate anche nel Palazzo Topkapı. A seguito di questa enorme richiesta, le mattonelle divennero il prodotto dominante nella produzione dei ceramifici di İznik.
Sotto Solimano il Magnifico (1520–66), la domanda di ceramiche crebbe enormemente. Giare, lampade, coppe, ciotole e piatti vennero prodotti in grande quantità, ispirandosi per le decorazioni, alle lavorazioni metalliche ed ai codici miniati, oltre che alle ceramiche cinesi. Vennero realizzati molti grandi piatti con decorazioni limitate, di pecore, animali, alberi e fiori. I piatti sembra fossero stati realizzati per decorazione visto che molti erano traforati e facilmente appendibili alle pareti, ma molti di quelli pervenuti sembrano scrostati a seguito dell'uso. Le decorazioni degli anni 1520 comprendono il motivo saz nel quale delle foglie stilizzate, disegnate in maniera dinamica, sono bilanciate da forme di rosette. Nel tardo XVI secolo, lo stile quatre fleurs utilizzò un repertorio di tulipani stilizzati, garofani, rose e giacinti.

### CeramicheCorno d'Oro(1530-1550)
Le cosiddette ceramiche 'Corno d'Oro', o stile Tughra,  erano una variante delle ceramiche bianche e blu e furono popolari dagli anni 1530 agli anni 1550. Esse presero il nome dal luogo in cui furono trovate per la prima volta (il Corno d'Oro area della città di Istanbul), anche se successivamente si comprese che si trattava di manufatti realizzati ad İznik, a seguito di scarti di lavorazione e frammenti trovati in quella città. Questo tipo di decorazione consiste in una serie di sottili spirali concentriche adornate da piccole foglie. Questi disegni si ispiravano alla calligrafia, e specialmente alla firma di Solimano il Magnifico e a membri della sua dinastia. Recentemente il disegno è stato ribattezzato 'stile Tugrakes spirale'. Esso è derivato dalla spirale usata sui documenti imperiali, come sfondo del tughra del sultano, o monogramma imperiale. In particolare, si riferisce molto da vicino a documenti che risalgono al regno del sultano Solimano il Magnifico. Qui, dunque, abbiamo un progetto in ceramica che riflette direttamente il gusto della corte imperiale.

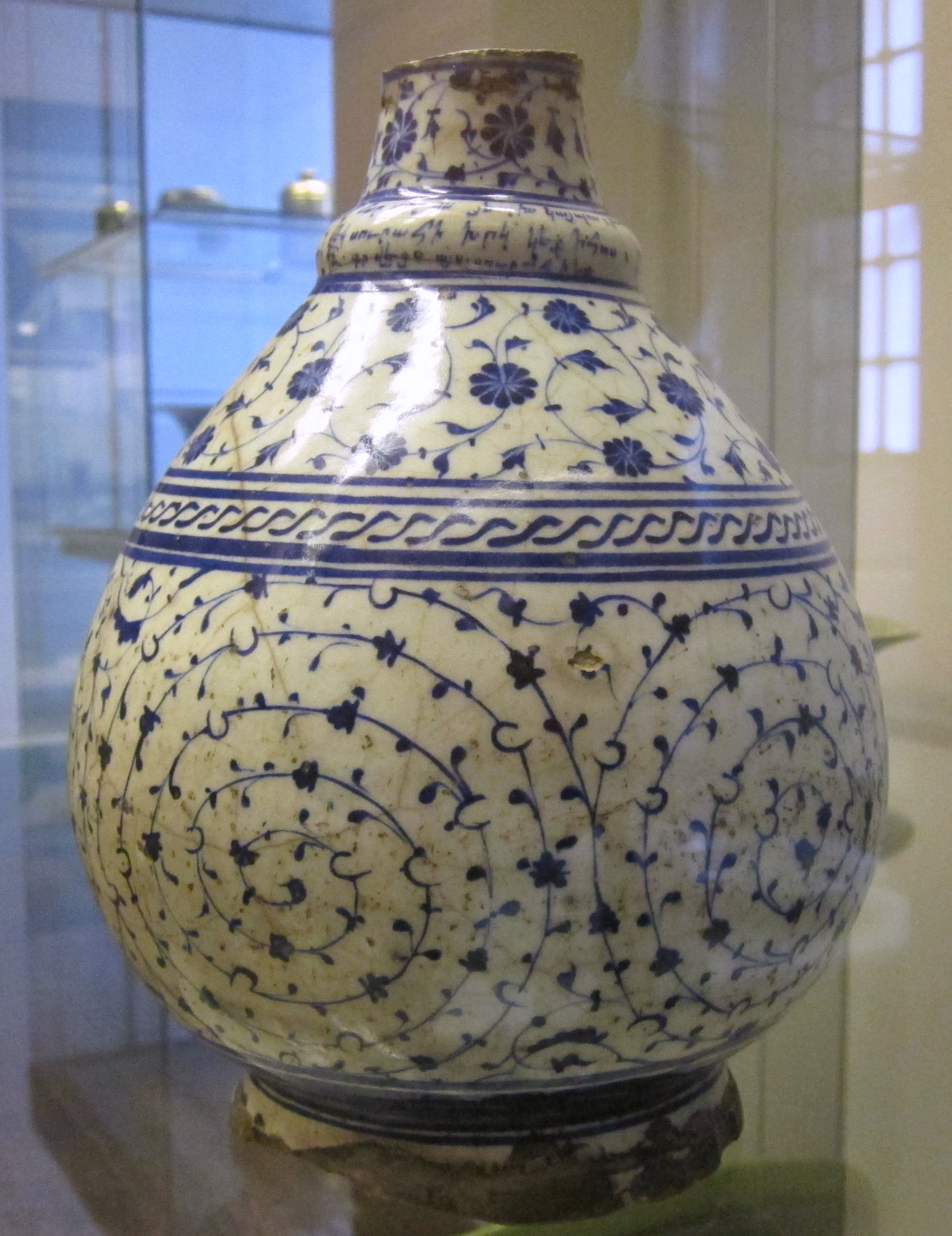
Recipiente per l'acqua, probabilmente di Kütahya, datato 1529
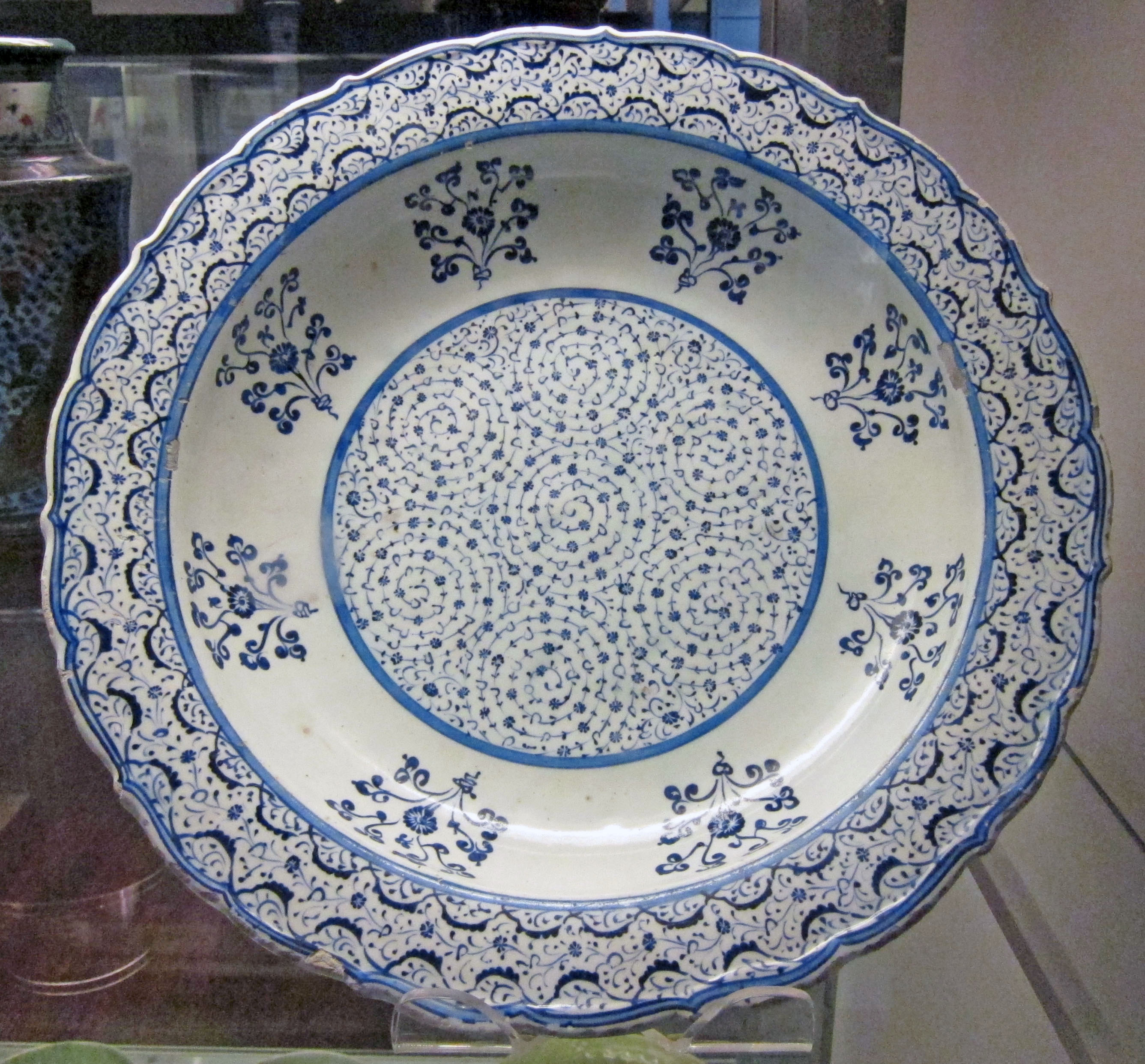
Piatto fondo, ca. 1530
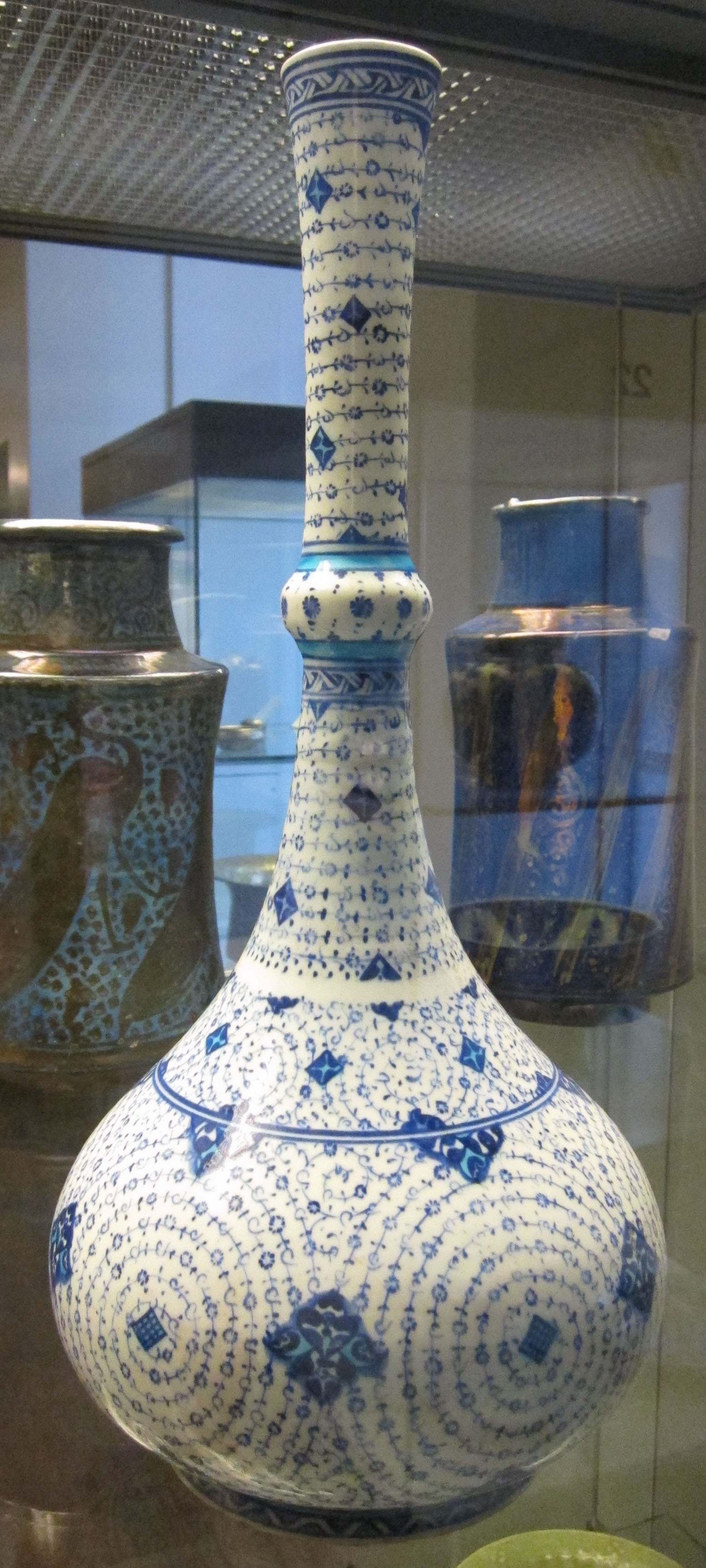
Bottiglia, ca. 1530-1535
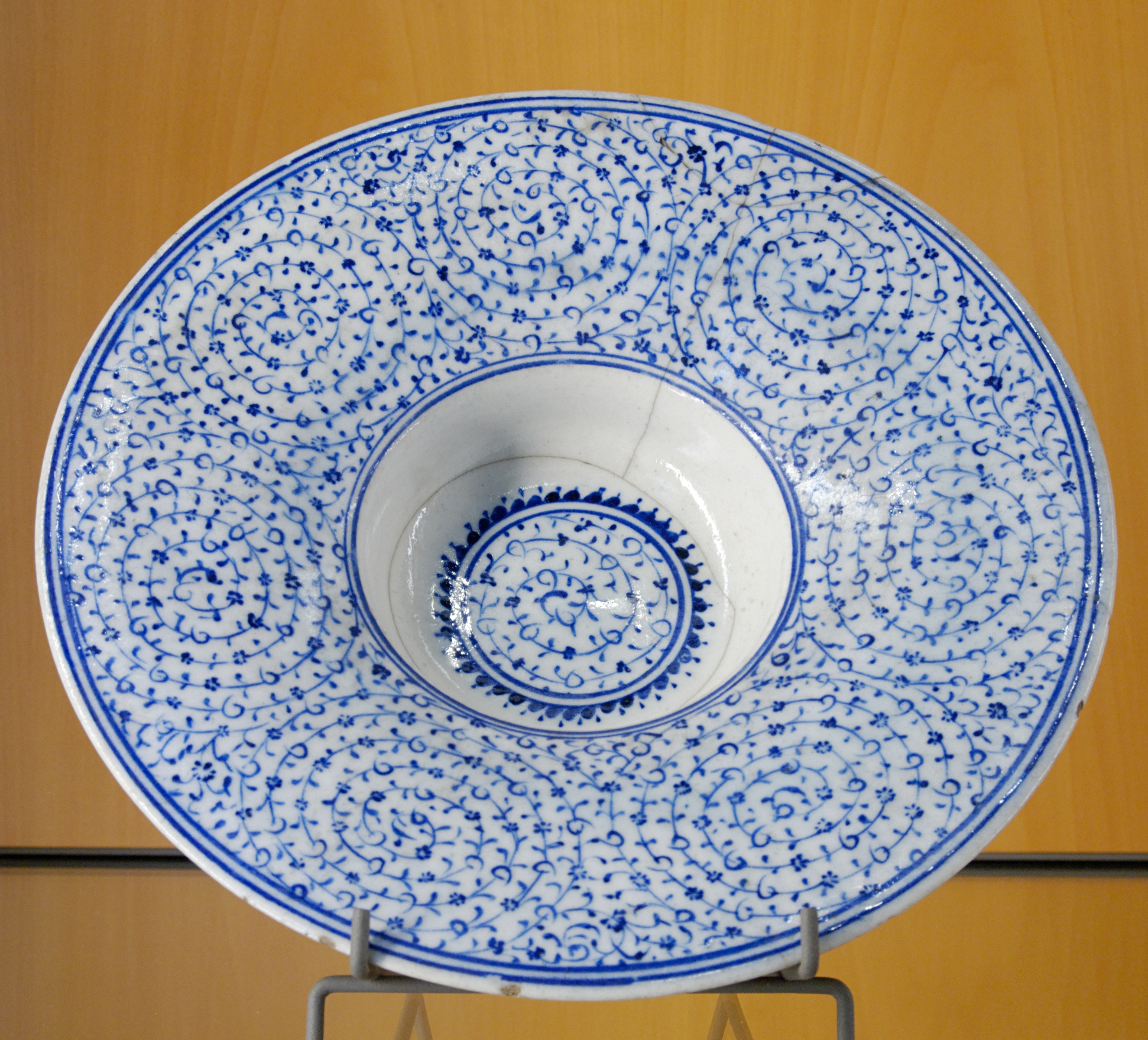
Piatto in stile Corno d'Oro, ca. 1530–1540
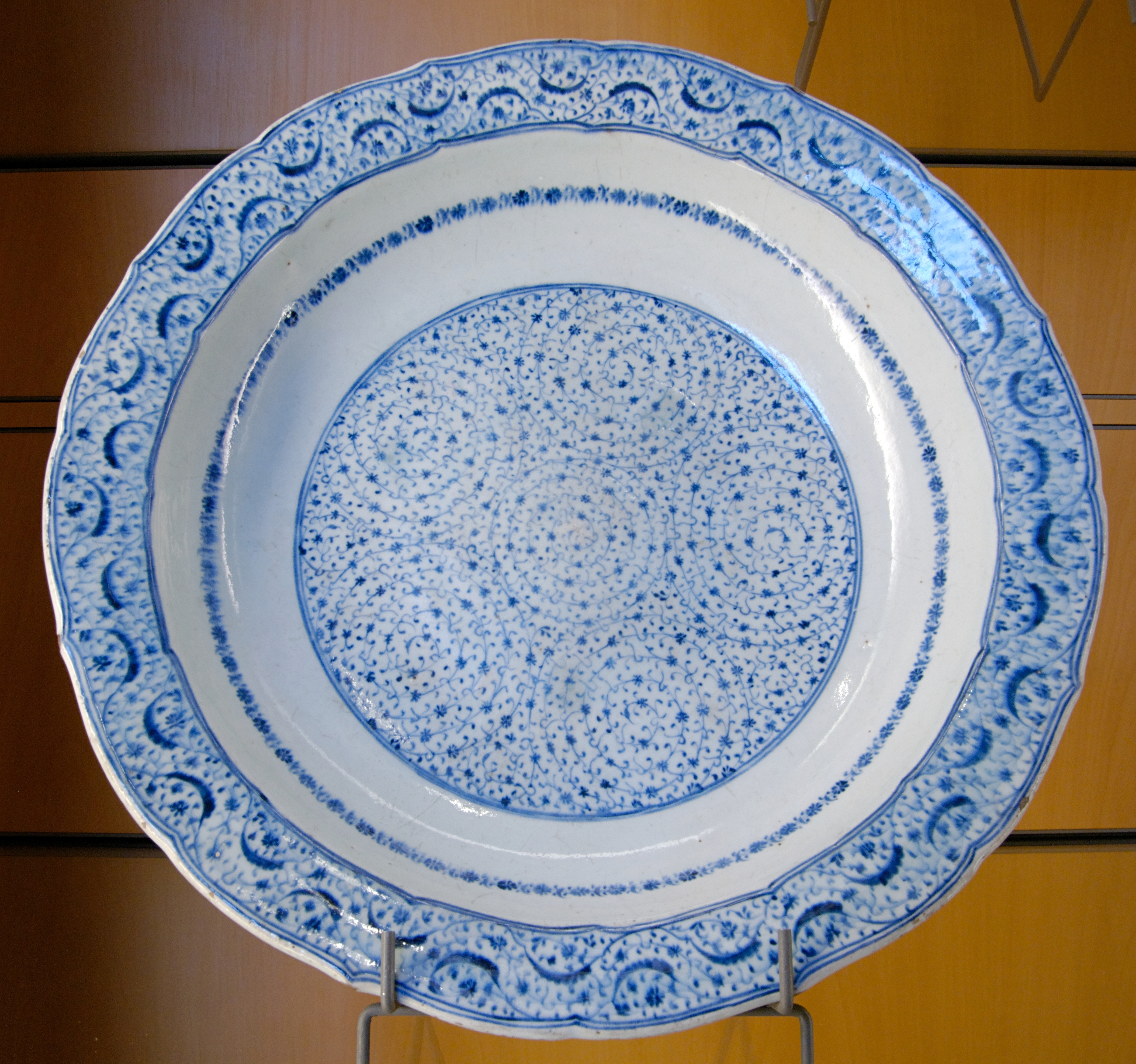
Oggetto Corno d'Oro con bordo fogliato, ca. 1530–1540

### StileDamascus
I manufatti detti 'Damascus' furono molto popolari sotto Solimano il Magnifico dagli anni 1540 ai 1550. Per la loro decorazione vennero usati, per la prima volta, i colori verde e porpora, in aggiunta al blu cobalto e al turchese, e costituiscono una transizione verso la ceramica policroma del periodo successivo. Questi manufatti vennero ancora una volta erroneamente etichettati come "Damasco" dopo che alcuni esemplari vennero trovati a Damasco in Siria. Successivamente si appurò che anche questi pezzi erano di fabbricazione di İznik.

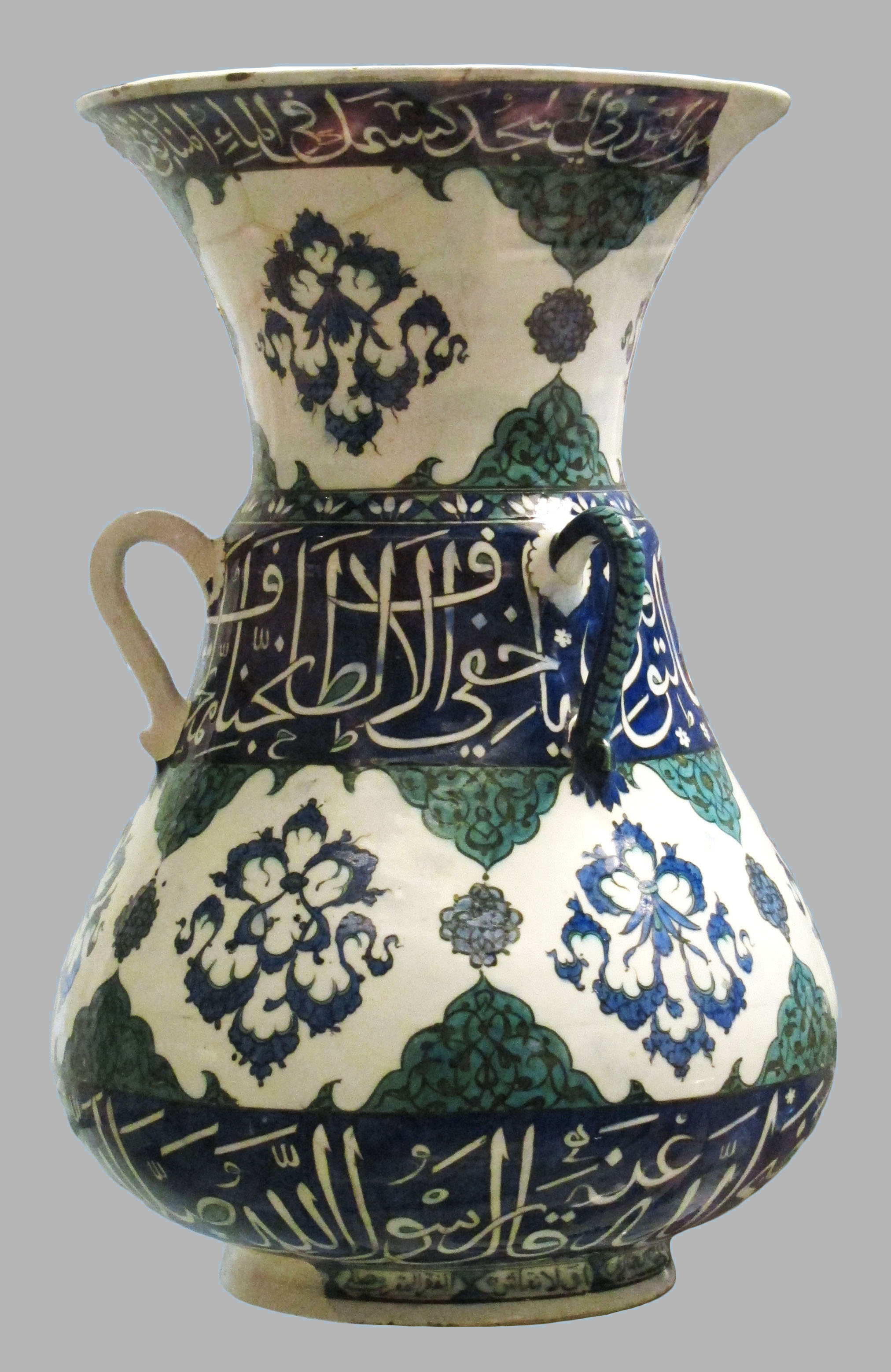
Lampada da moschea, probabilmente costruita per la Cupola della Roccia di Gerusalemme, datata 1549
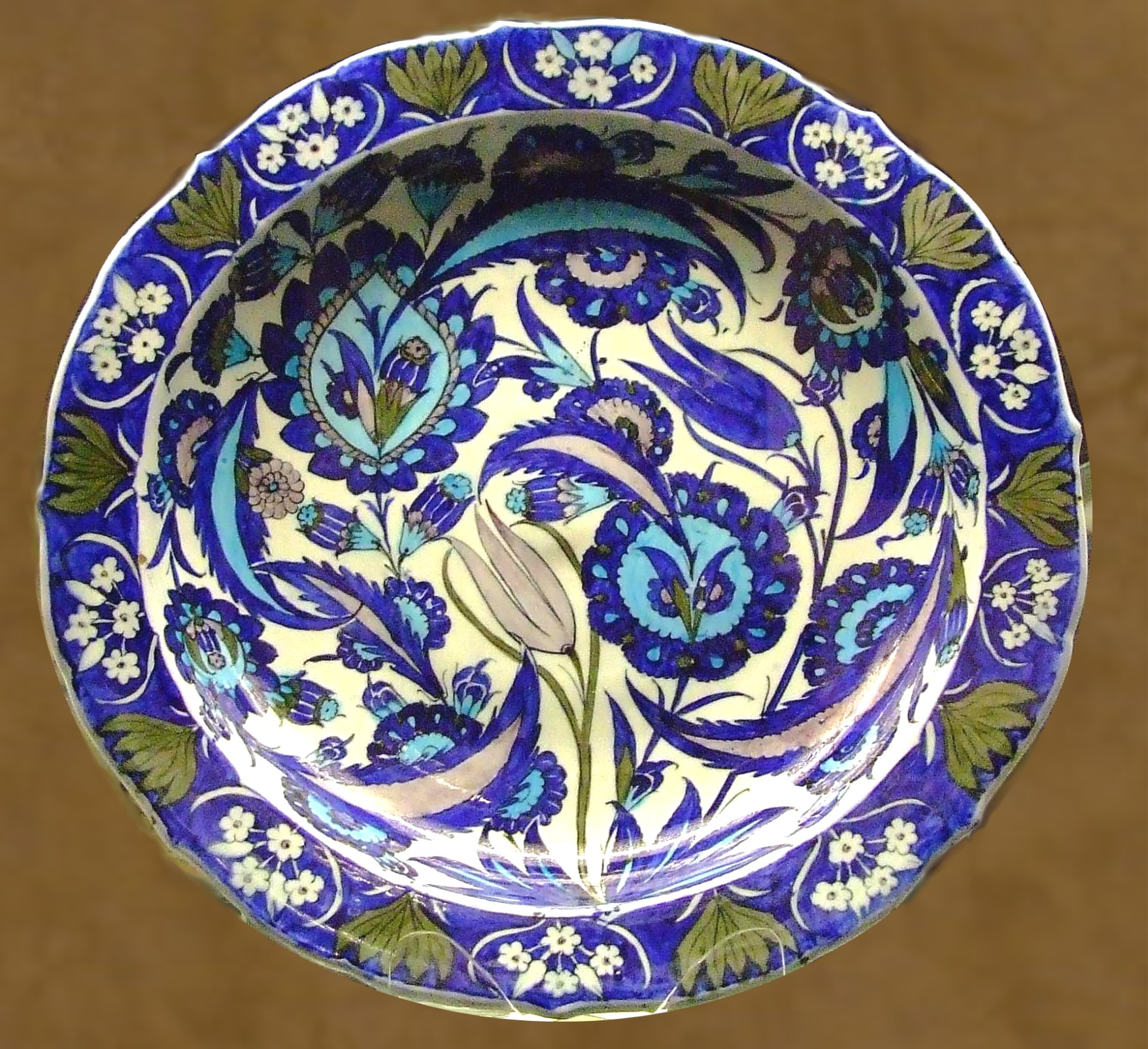
Piatto Damascus, ca. 1540-1550
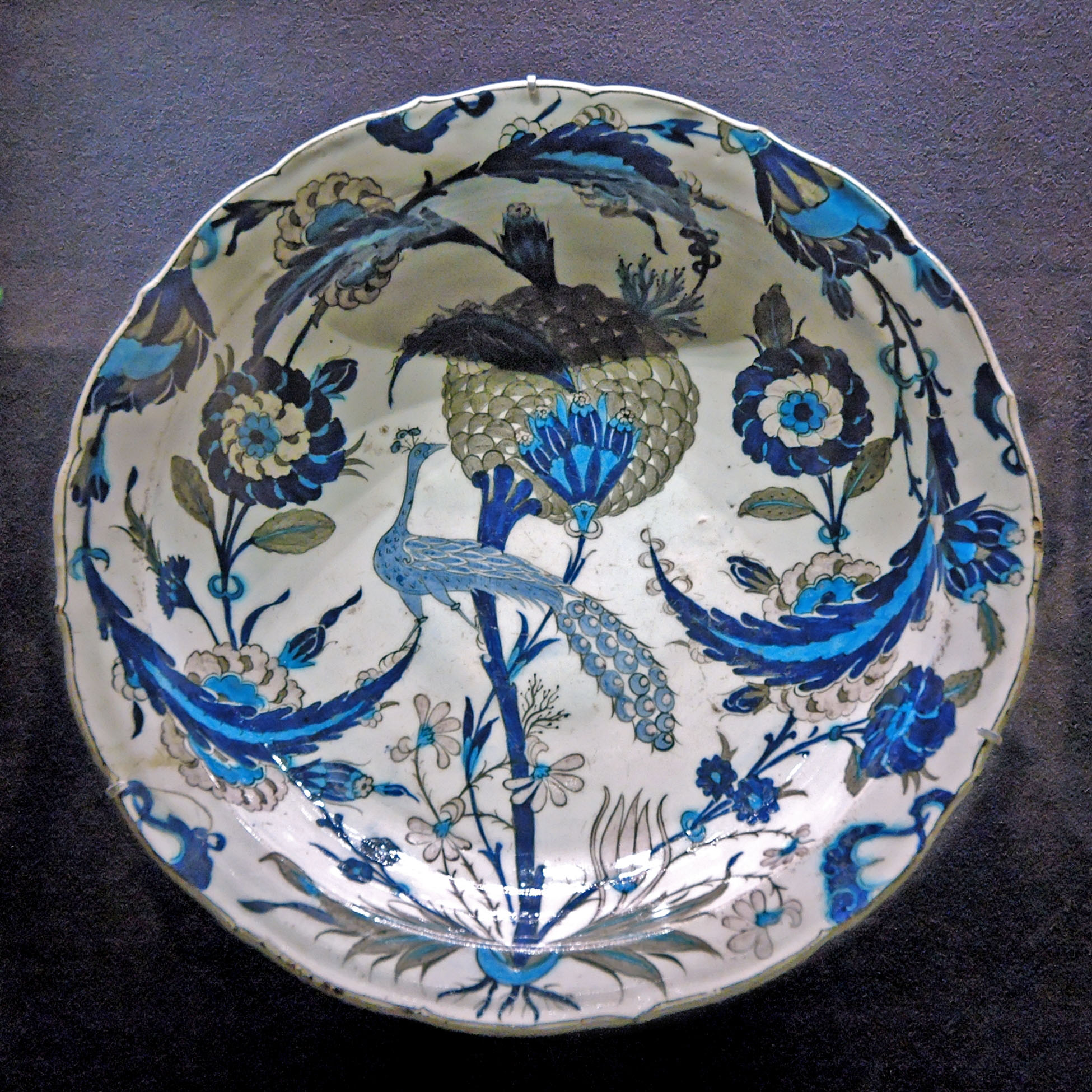
Piatto Damascus, ca. 1540–1555
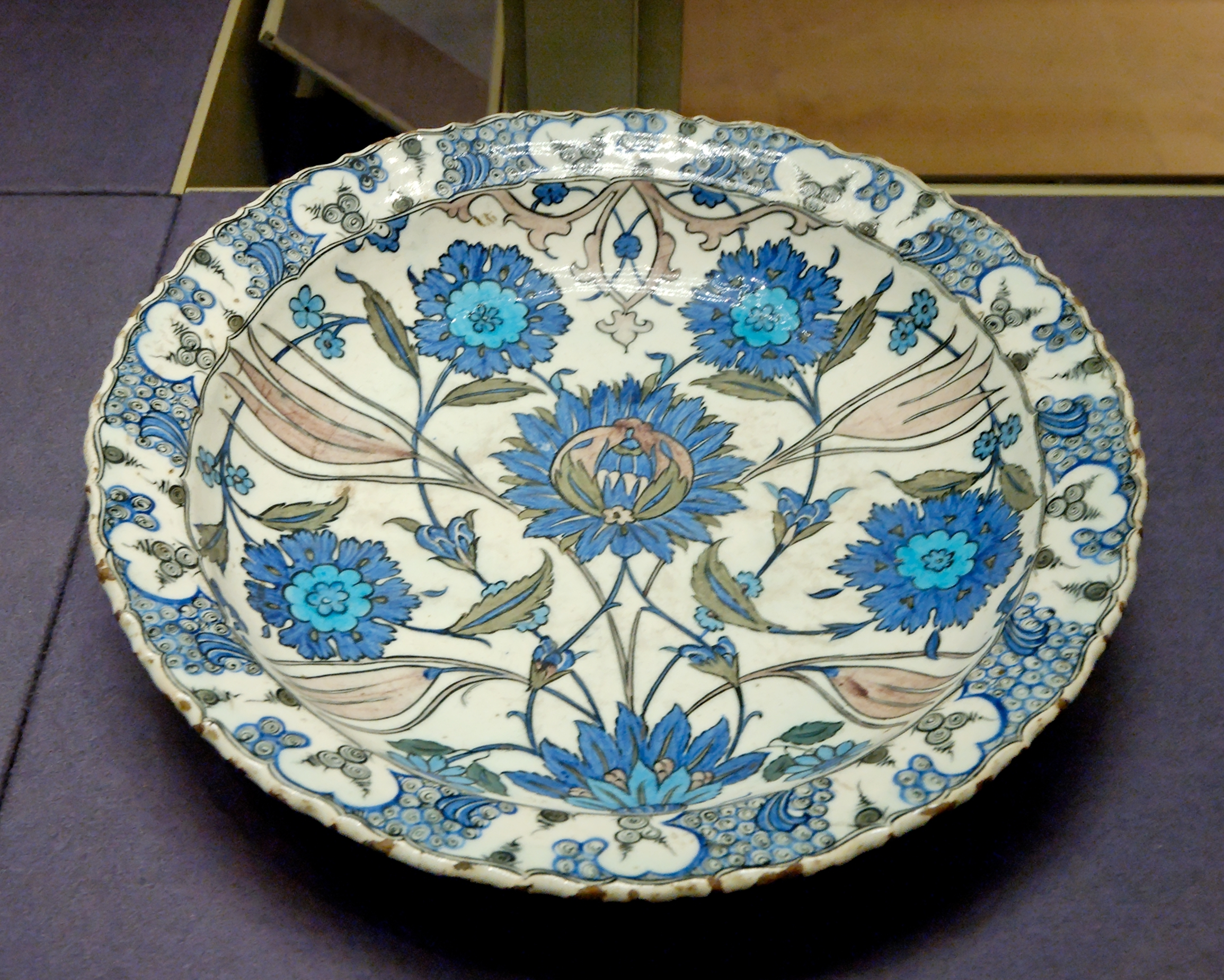
Piatto Damascus, ca. 1540–1555

### Ceramica policroma
Le ceramiche policrome costituiscono il periodo più lungo e di maggior successo di İznik. Sono state fabbricate dalla metà del XVI secolo alla fine del XVII.

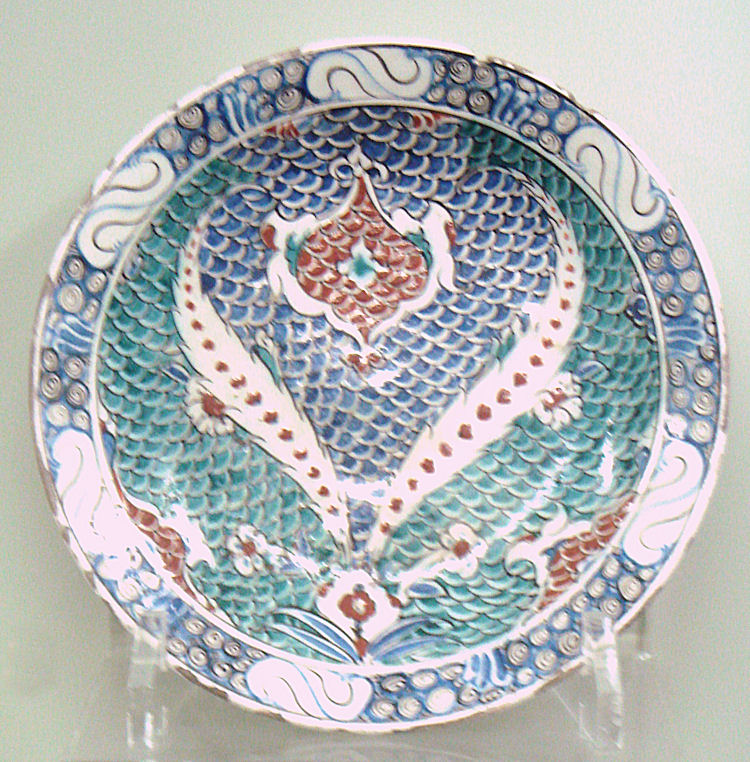
Ceramica policroma di İznik, tardo XVI secolo
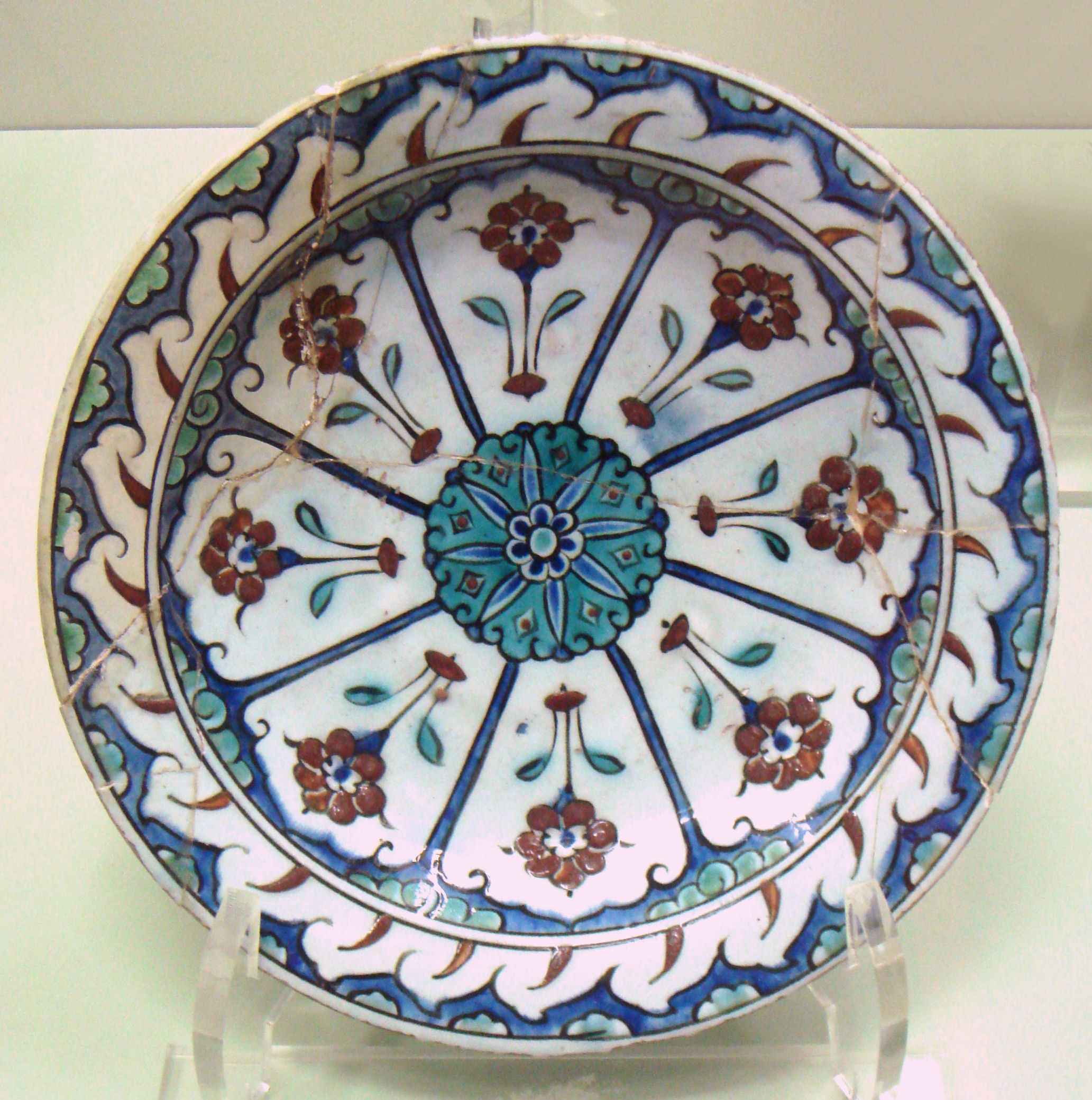
Ceramica policroma di İznik, tardo XVI secolo - primo XVII
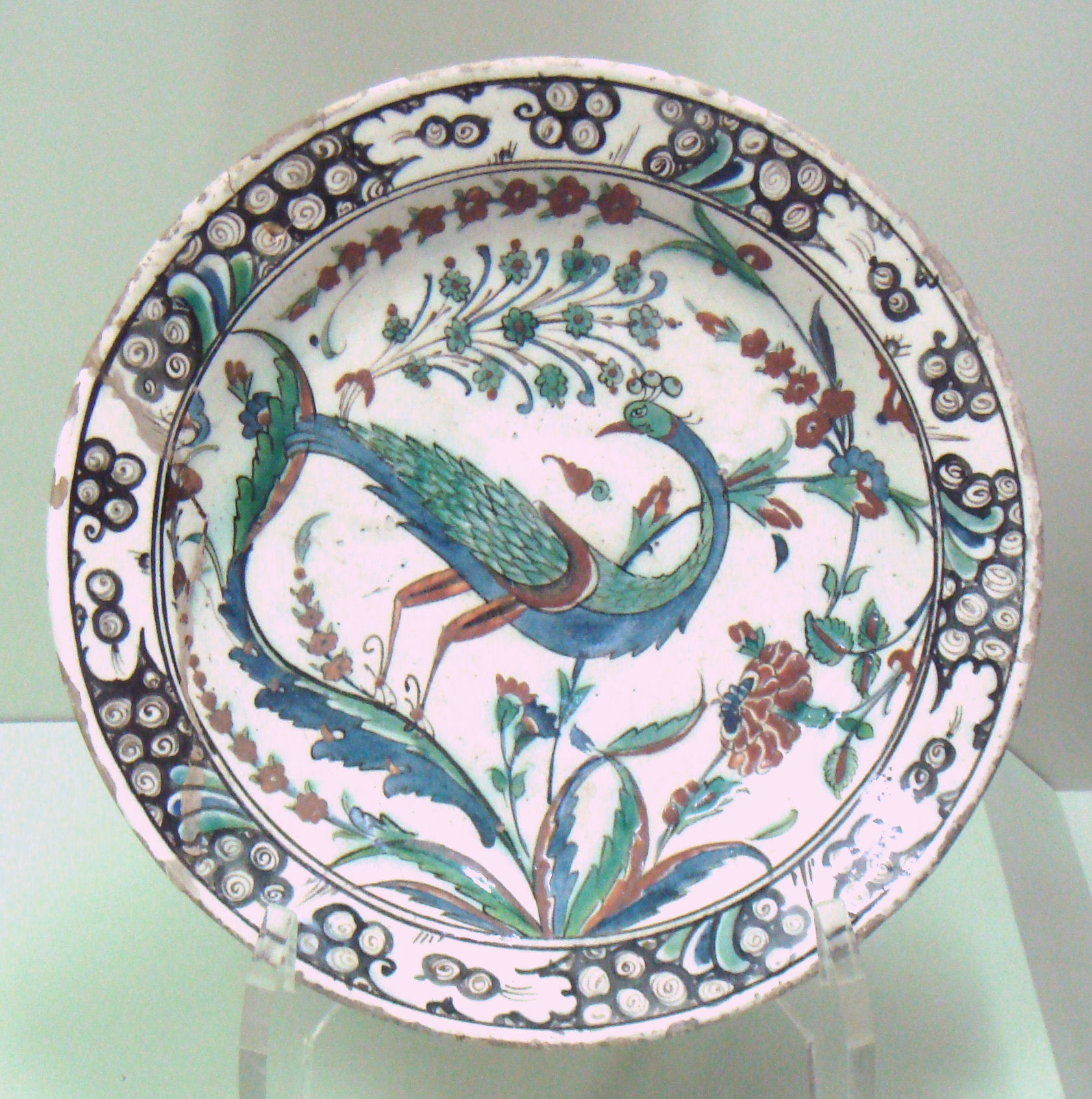
Ceramica policroma di Iznik con animali, tardo XVI secolo - primo XVII
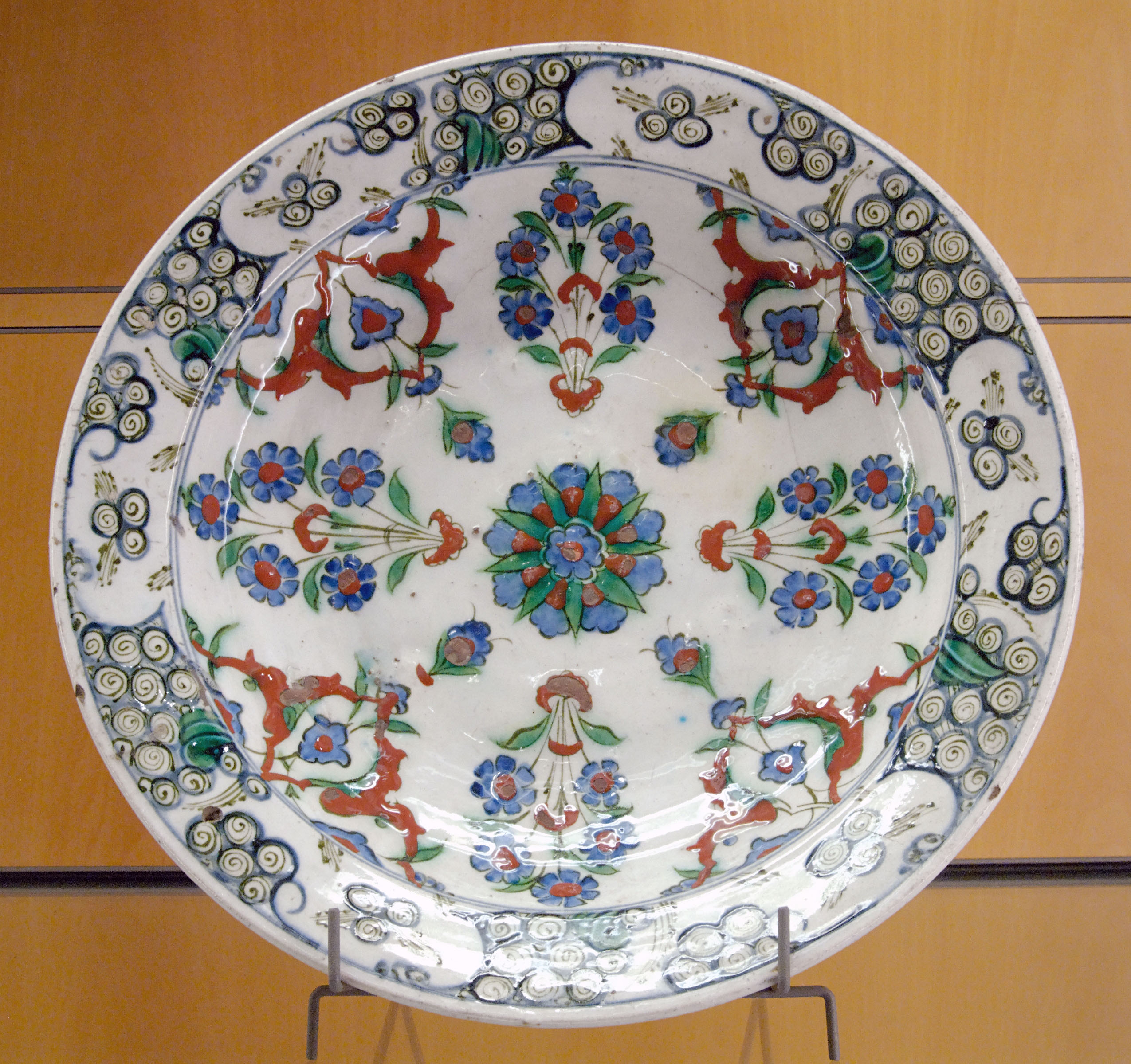
Ceramica policroma, 1580-1600

## Tardo periodo
Il declino della ceramica di İznik, è stato collegato al declino della potenza ottomana e alla fissazione, da parte dei sultani, di un prezzo fisso in periodo di inflazione. La riduzione della domanda imperiale inevitabilmente gravò sull'economia di İznik e dalla metà del XVII secolo, rimanevano soltanto venti forni e pertanto il know-how andò perduto. I disegni dei prodotti tardi di İznik sono considerati non all'altezza di quelli dei tempi d'oro.

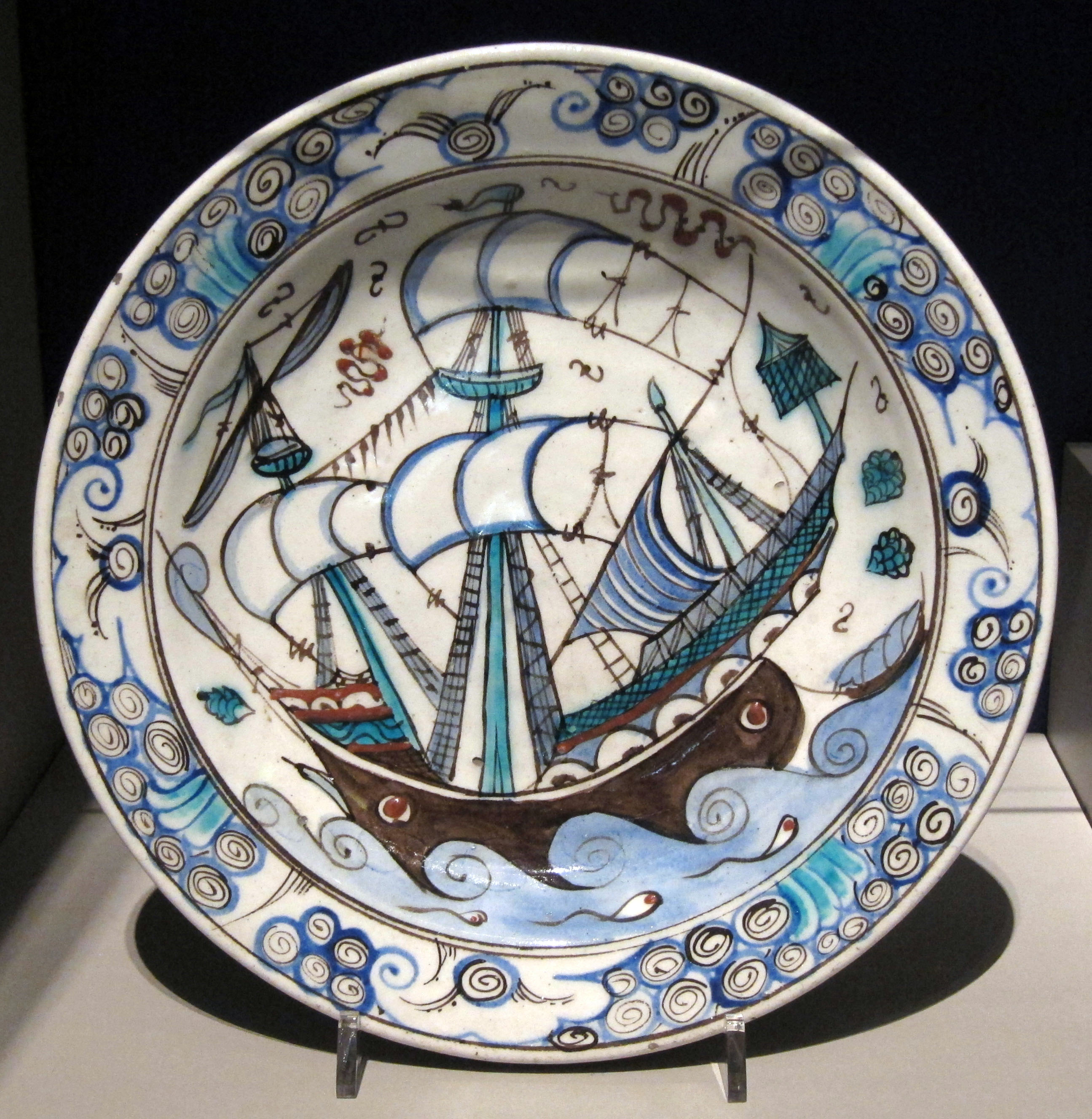
Piatto di İznik con una pecora, ca. 1625-1650
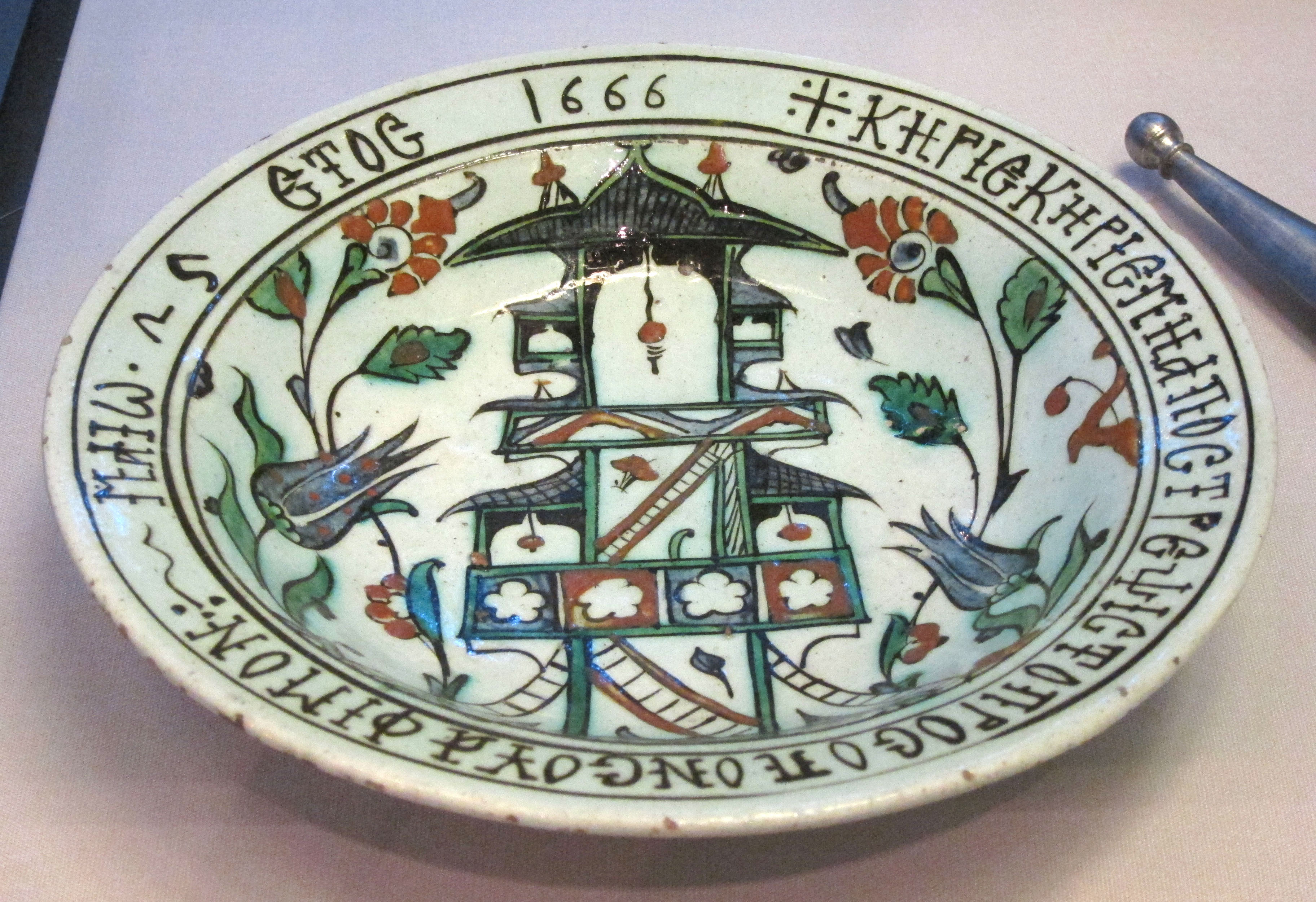
Piatto di İznik con una pagoda e iscrizione in lingua greca, datata 1666

Ceramiche in ceramica vitrea vengono ancora oggi prodotte a Kütahya, circa 200 km a sud di Istanbul, principalmente per i turisti e a imitazione delle ceramiche di İznik.